# 宮古市

宮古市中心部周辺の空中写真。2013年9月18日撮影の22枚を合成作成。
。

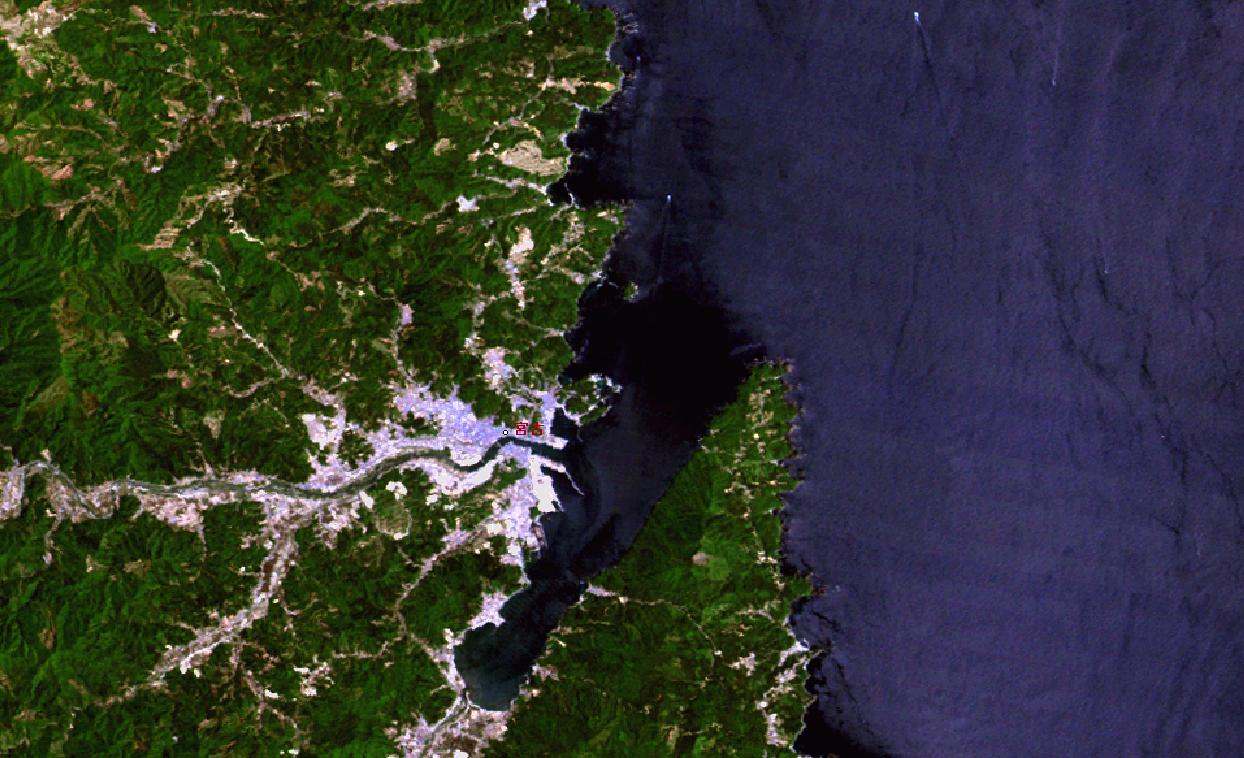
宮古湾（ランドサット衛星画像）

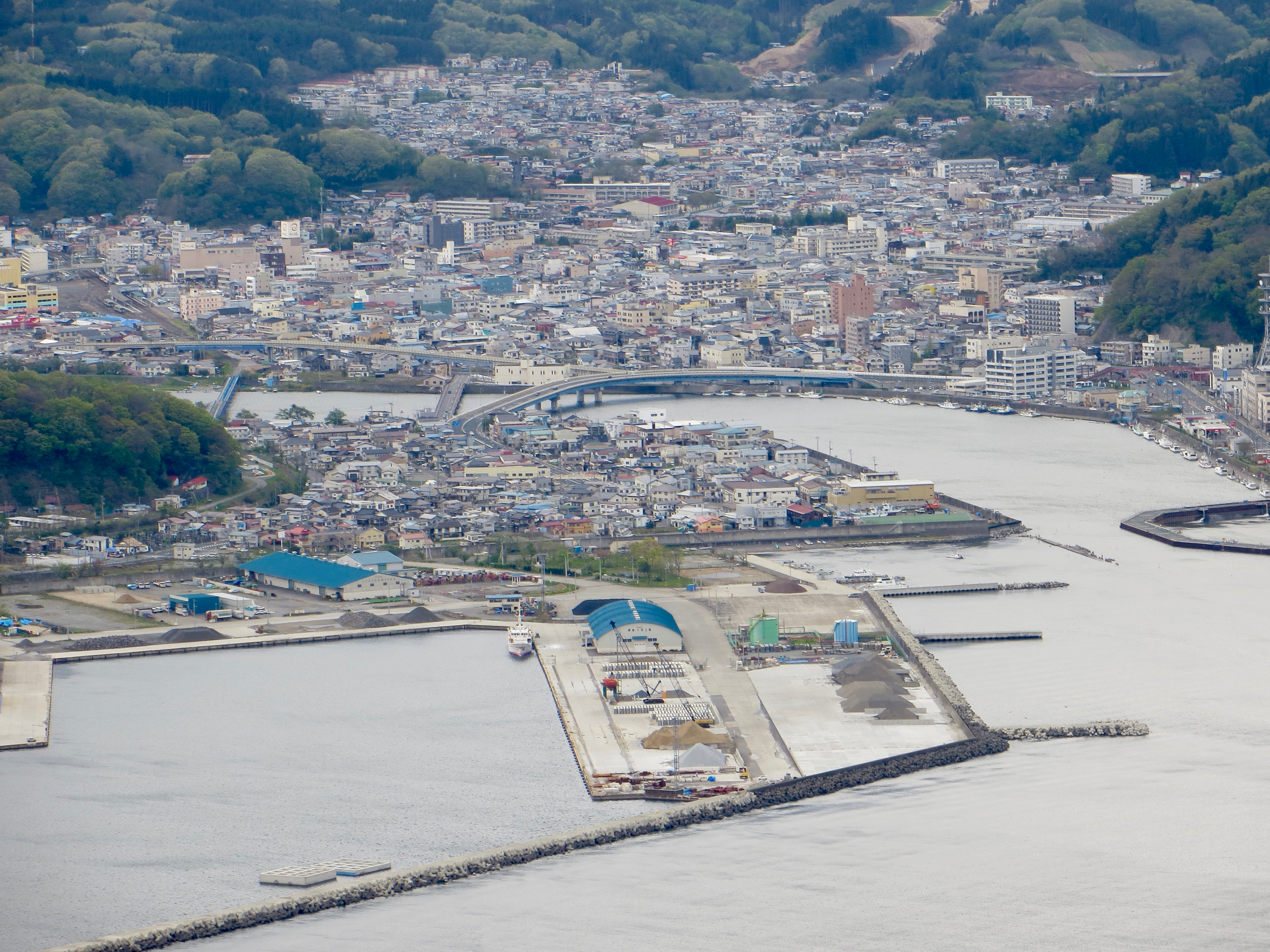
月山山頂からの宮古市街

宮古市（みやこし）は、岩手県の三陸海岸に面する市。本州最東端の地である重茂半島の魹ヶ崎を擁する。

## 概要
三陸海岸を代表する都市の一つであり、「本州最東端のまち」を掲げ、世界三大漁場の一つ三陸沖の豊かな漁業資源と、三陸復興国立公園・浄土ヶ浜や早池峰国定公園を代表とする森・川・海の豊かな自然環境を背景に、漁業と観光に力を入れている。
1941年に市制を敷き、盛岡市、釜石市に次いで県内で三番目に市制移行した自治体となった。2005年に田老町、新里村と新設合併し、改めて宮古市（2代目）が誕生。さらに2010年の川井村の編入によって県内一の面積を有する自治体となった。市域は旧・宮古市部と、北部の田老地区、山間部の川井・新里地区に大きく分けられる。人口は岩手県の太平洋沿岸部の市町村の中では最も多い。面積は岩手県内で1位の大きさ、全国の市町村でもランキング11位の大きさを有する。
県庁所在地である盛岡市からは北上山地を隔てて約100 km離れているため、盛岡を初めとする北上盆地とは独立した地域圏を形成している。
ただし、旧・川井村の門馬エリアについては地理的な観点から盛岡との結びつきが市内他地域に比べると強い。
2011年3月11日に発生した東日本大震災では津波により大きな被害を受けた。市内中心部の被害はある程度抑えられたものの、沿岸集落は壊滅的被害となった。

## 地理

### 位置
宮古市は三陸海岸におけるリアス式海岸の北端に位置しており、宮古を境にして南がリアス式海岸、北が海岸段丘になっている。また、内陸や対岸との位置関係では、盛岡市（北上盆地）と秋田県秋田市（日本海沿岸）から真東に位置している。
2010年1月の川井村の編入により、市の面積は696.82 km2から1,259.89 km2に拡大し、一関市を抜いて岩手県の市町村で最大の面積を有することとなった。これは2015年時点で、日本の市の面積では東北では山形県鶴岡市に次いで2番目、全国でも8番目の大きさである。しかしその9割は山林であるため、可住地面積は約117 km2と、総面積の約9%に止まり、少ない平地に人家が密集している状態である。そのため総面積当たりの人口密度は低いものの、可住地面積当たりの人口密度は約421（人/km2）と県内平均を上回る。
市域中央部を西から東に閉伊川が貫流し、市街地のある宮古湾へと注いでいる。西部の川井地区は平地はほとんどなく、川沿いに人家が密集する地区が多い。周囲には早池峰山と青松葉山がある。北部の新里地区には刈屋川が南へ流れ、茂市（もいち）で閉伊川に合流する。閉伊川と刈屋川に沿って、国道106号（旧・閉伊街道）と国道340号がそれぞれ並走する。市の南東部から北に向かって津軽石川が流れ、宮古湾に注いでいる。
市街地を覆うように重茂半島が南から延び、宮古湾を形成している。重茂半島には、月山（標高455.9 m）があり、市街地への見通しが良い関係から、テレビ・ラジオの中継塔が設置されている。山道口まではバスで行くことができる。太平洋に突き出る重茂地区の魹ヶ崎は本州の最東端であり、観光協会が「本州最東端訪問証明書」を発行するなど「最東端の市」として観光にも力を入れている。南に隣接する山田町との境に位置する十二神山（標高731メートル）には、航空自衛隊第37警戒隊の基地（レーダーサイト）があるため、入山に制限が設けられている。

### 自然

閉伊川

区界高原（兜明神岳）

- 山地：早池峰山、青松葉山（あおまつばやま）、十二神山（じゅうにじんざん）、月山（がっさん、別名：御殿山）
- 河川系：閉伊川、刈屋川、津軽石川（つがるいしがわ）
- 沿岸地形：宮古湾、重茂半島、魹ヶ崎、浄土ヶ浜、真崎海岸（まさきかいがん）

### 隣接する自治体
- 下閉伊郡
  - 岩泉町：北部で幅広く隣接。
  - 山田町：南部で隣接。
- 盛岡市：西部で隣接。
- 花巻市：南西部で一部が隣接。
- 遠野市：南部で隣接。
- 上閉伊郡
  - 大槌町：南部で一部が隣接。

### 主要都市までの概算距離
北方向（沿岸）
- 岩手県久慈市 - 95 km
- 青森県八戸市 - 150 km
- 青森県青森市 - 245 km

南方向（沿岸）
- 岩手県釜石市 - 55km
- 岩手県大船渡市 - 93km
- 宮城県気仙沼市 - 133 km
- 宮城県石巻市 - 214 km
- 宮城県仙台市 - 264 km
- 福島県相馬市 - 320 km
- 福島県いわき市 - 415 km
- 茨城県水戸市 - 510 km
- 千葉県銚子市 - 600 km
- 東京都 - 618 km

西方向（山側）
- 盛岡市 - 100 km
- 秋田県仙北市（角館） - 165 km
- 秋田市 - 220 km

### 市名
- 地名の由来
  - 以下の諸説がある。
    - 「港」の転訛
    - 貿易物としての「都物」が収められる場所
    - 「宮」のある「処」であること
    - 閉伊郡の政治、経済の中心地で都のように栄える場所
    - ミヤ（野原）コ（土地）
    - このほか、京の「都」と同訓異字の「宮古」を天皇から賜ったとする、和泉式部や源義経に関連する伝説が存在する。

  - いずれにしても中世文書においては「宮古」と地名を記している文献は見受けられない。鎌倉時代においては「閉河」や「閉崎」という特定の地名で呼ばれている。公的な文献で初めて宮古の文字が登場するのは、元和4年（1618年）に、盛岡藩の船員の名前を記した『浜田家文書』（岩手大学所蔵）であり、船員の一人に「宮古衛門二郎」という人物の名が見られる。これ以前の中世の時代に、地名及び集落としての「宮古」が存在したかは不明である。少なくとも宮古という地名が公的に認知されるのは、領内を統一した南部氏が新たに町を開いた慶長年間以後のことである。

- 宮古列島の「宮古市」命名問題

2004年（平成16年）12月、沖縄県宮古列島の5市町村の合併協議会は、合併後の新たな市の名称を「宮古市」に決めたが、これを受けて岩手県宮古市は、同じ市名が存在すると混乱すること、事前に照会がなかったことを理由に猛反発し、合併協議会に抗議した。その後、宮古列島では住民アンケートの結果、「宮古島市」を希望する意見が多かったため、協議会はこの市名を採用した。cf. 宮古島市#合併の経緯。

## 気候
ケッペンの気候区分では温暖湿潤気候だが、最暖月の平均気温が22.1度と日本ではかなり涼しく、西岸海洋性気候に近い気候である。また、標高734mの区界は藪川と同様に冬の寒さが厳しく、亜寒帯湿潤気候・湿潤大陸性気候に属している。
| 宮古市鍬ケ崎下町（宮古特別地域気象観測所、標高43m）の気候 | 宮古市鍬ケ崎下町（宮古特別地域気象観測所、標高43m）の気候 | 宮古市鍬ケ崎下町（宮古特別地域気象観測所、標高43m）の気候 | 宮古市鍬ケ崎下町（宮古特別地域気象観測所、標高43m）の気候 | 宮古市鍬ケ崎下町（宮古特別地域気象観測所、標高43m）の気候 | 宮古市鍬ケ崎下町（宮古特別地域気象観測所、標高43m）の気候 | 宮古市鍬ケ崎下町（宮古特別地域気象観測所、標高43m）の気候 | 宮古市鍬ケ崎下町（宮古特別地域気象観測所、標高43m）の気候 | 宮古市鍬ケ崎下町（宮古特別地域気象観測所、標高43m）の気候 | 宮古市鍬ケ崎下町（宮古特別地域気象観測所、標高43m）の気候 | 宮古市鍬ケ崎下町（宮古特別地域気象観測所、標高43m）の気候 | 宮古市鍬ケ崎下町（宮古特別地域気象観測所、標高43m）の気候 | 宮古市鍬ケ崎下町（宮古特別地域気象観測所、標高43m）の気候 | 宮古市鍬ケ崎下町（宮古特別地域気象観測所、標高43m）の気候 |
| 月                                                        | 1月                                                       | 2月                                                       | 3月                                                       | 4月                                                       | 5月                                                       | 6月                                                       | 7月                                                       | 8月                                                       | 9月                                                       | 10月                                                      | 11月                                                      | 12月                                                      | 年                                                        |
| --------------------------------------------------------- | --------------------------------------------------------- | --------------------------------------------------------- | --------------------------------------------------------- | --------------------------------------------------------- | --------------------------------------------------------- | --------------------------------------------------------- | --------------------------------------------------------- | --------------------------------------------------------- | --------------------------------------------------------- | --------------------------------------------------------- | --------------------------------------------------------- | --------------------------------------------------------- | --------------------------------------------------------- |
| 最高気温記録 °C （°F）                                    | 18.9 (66)                                                 | 21.3 (70.3)                                               | 24.2 (75.6)                                               | 32.1 (89.8)                                               | 33.0 (91.4)                                               | 35.9 (96.6)                                               | 37.3 (99.1)                                               | 37.2 (99)                                                 | 34.6 (94.3)                                               | 30.5 (86.9)                                               | 26.9 (80.4)                                               | 23.2 (73.8)                                               | 37.3 (99.1)                                               |
| 平均最高気温 °C （°F）                                    | 5.2 (41.4)                                                | 5.6 (42.1)                                                | 9.1 (48.4)                                                | 14.6 (58.3)                                               | 18.9 (66)                                                 | 21.0 (69.8)                                               | 24.4 (75.9)                                               | 26.3 (79.3)                                               | 23.5 (74.3)                                               | 18.8 (65.8)                                               | 13.5 (56.3)                                               | 7.7 (45.9)                                                | 15.7 (60.3)                                               |
| 日平均気温 °C （°F）                                      | 0.5 (32.9)                                                | 0.8 (33.4)                                                | 3.9 (39)                                                  | 8.9 (48)                                                  | 13.5 (56.3)                                               | 16.5 (61.7)                                               | 20.3 (68.5)                                               | 22.1 (71.8)                                               | 19.1 (66.4)                                               | 13.6 (56.5)                                               | 8.1 (46.6)                                                | 2.9 (37.2)                                                | 10.8 (51.4)                                               |
| 平均最低気温 °C （°F）                                    | −3.5 (25.7)                                               | −3.5 (25.7)                                               | −0.8 (30.6)                                               | 3.9 (39)                                                  | 9.0 (48.2)                                                | 13.1 (55.6)                                               | 17.4 (63.3)                                               | 19.2 (66.6)                                               | 15.6 (60.1)                                               | 9.2 (48.6)                                                | 3.0 (37.4)                                                | −1.4 (29.5)                                               | 6.8 (44.2)                                                |
| 最低気温記録 °C （°F）                                    | −17.3 (0.9)                                               | −15.1 (4.8)                                               | −14.6 (5.7)                                               | −7.3 (18.9)                                               | −1.5 (29.3)                                               | 1.6 (34.9)                                                | 4.9 (40.8)                                                | 9.6 (49.3)                                                | 3.7 (38.7)                                                | −2.9 (26.8)                                               | −7.0 (19.4)                                               | −13.4 (7.9)                                               | −17.3 (0.9)                                               |
| 降水量 mm （inch）                                        | 63.4 (2.496)                                              | 54.7 (2.154)                                              | 87.5 (3.445)                                              | 91.9 (3.618)                                              | 98.1 (3.862)                                              | 123.4 (4.858)                                             | 157.5 (6.201)                                             | 177.9 (7.004)                                             | 216.4 (8.52)                                              | 166.1 (6.539)                                             | 62.8 (2.472)                                              | 67.6 (2.661)                                              | 1,370.9 (53.972)                                          |
| 降雪量 cm （inch）                                        | 20 (7.9)                                                  | 33 (13)                                                   | 28 (11)                                                   | 2 (0.8)                                                   | 0 (0)                                                     | 0 (0)                                                     | 0 (0)                                                     | 0 (0)                                                     | 0 (0)                                                     | 0 (0)                                                     | 0 (0)                                                     | 9 (3.5)                                                   | 91 (35.8)                                                 |
| 平均降水日数 （≥0.5 mm）                                  | 5.4                                                       | 6.0                                                       | 8.2                                                       | 9.2                                                       | 10.6                                                      | 11.1                                                      | 13.6                                                      | 12.4                                                      | 12.1                                                      | 9.0                                                       | 6.4                                                       | 5.5                                                       | 109.4                                                     |
| 平均降雪日数 （≥1cm）                                     | 4.7                                                       | 5.6                                                       | 4.0                                                       | 0.5                                                       | 0.0                                                       | 0.0                                                       | 0.0                                                       | 0.0                                                       | 0.0                                                       | 0.0                                                       | 0.1                                                       | 1.8                                                       | 16.5                                                      |
| % 湿度                                                    | 60                                                        | 62                                                        | 63                                                        | 66                                                        | 74                                                        | 84                                                        | 88                                                        | 87                                                        | 85                                                        | 78                                                        | 69                                                        | 63                                                        | 73                                                        |
| 平均月間日照時間                                          | 158.4                                                     | 153.2                                                     | 179.7                                                     | 186.6                                                     | 185.0                                                     | 152.6                                                     | 133.9                                                     | 153.2                                                     | 133.8                                                     | 149.6                                                     | 146.8                                                     | 147.6                                                     | 1,876.2                                                   |
| 出典：気象庁 (平均値：1991年-2020年、極値：1883年-現在)   |                                                           |                                                           |                                                           |                                                           |                                                           |                                                           |                                                           |                                                           |                                                           |                                                           |                                                           |                                                           |                                                           |

| 川井（1991年 - 2020年）の気候      | 川井（1991年 - 2020年）の気候 | 川井（1991年 - 2020年）の気候 | 川井（1991年 - 2020年）の気候 | 川井（1991年 - 2020年）の気候 | 川井（1991年 - 2020年）の気候 | 川井（1991年 - 2020年）の気候 | 川井（1991年 - 2020年）の気候 | 川井（1991年 - 2020年）の気候 | 川井（1991年 - 2020年）の気候 | 川井（1991年 - 2020年）の気候 | 川井（1991年 - 2020年）の気候 | 川井（1991年 - 2020年）の気候 | 川井（1991年 - 2020年）の気候 |
| 月                                 | 1月                           | 2月                           | 3月                           | 4月                           | 5月                           | 6月                           | 7月                           | 8月                           | 9月                           | 10月                          | 11月                          | 12月                          | 年                            |
| ---------------------------------- | ----------------------------- | ----------------------------- | ----------------------------- | ----------------------------- | ----------------------------- | ----------------------------- | ----------------------------- | ----------------------------- | ----------------------------- | ----------------------------- | ----------------------------- | ----------------------------- | ----------------------------- |
| 最高気温記録 °C （°F）             | 14.6 (58.3)                   | 18.6 (65.5)                   | 21.7 (71.1)                   | 29.9 (85.8)                   | 34.3 (93.7)                   | 35.4 (95.7)                   | 37.4 (99.3)                   | 37.5 (99.5)                   | 35.1 (95.2)                   | 29.3 (84.7)                   | 25.2 (77.4)                   | 20.9 (69.6)                   | 37.5 (99.5)                   |
| 平均最高気温 °C （°F）             | 2.9 (37.2)                    | 3.8 (38.8)                    | 8.0 (46.4)                    | 14.8 (58.6)                   | 20.5 (68.9)                   | 23.5 (74.3)                   | 26.8 (80.2)                   | 28.0 (82.4)                   | 24.1 (75.4)                   | 18.3 (64.9)                   | 12.3 (54.1)                   | 5.7 (42.3)                    | 15.8 (60.4)                   |
| 日平均気温 °C （°F）               | −1.1 (30)                     | −0.6 (30.9)                   | 2.9 (37.2)                    | 8.7 (47.7)                    | 14.1 (57.4)                   | 17.8 (64)                     | 21.5 (70.7)                   | 22.4 (72.3)                   | 18.4 (65.1)                   | 12.2 (54)                     | 6.6 (43.9)                    | 1.4 (34.5)                    | 10.4 (50.7)                   |
| 平均最低気温 °C （°F）             | −4.9 (23.2)                   | −4.8 (23.4)                   | −1.8 (28.8)                   | 3.0 (37.4)                    | 8.3 (46.9)                    | 13.0 (55.4)                   | 17.5 (63.5)                   | 18.4 (65.1)                   | 14.4 (57.9)                   | 7.5 (45.5)                    | 1.7 (35.1)                    | −2.3 (27.9)                   | 5.9 (42.6)                    |
| 最低気温記録 °C （°F）             | −15.4 (4.3)                   | −17.7 (0.1)                   | −12.4 (9.7)                   | −5.0 (23)                     | −1.5 (29.3)                   | 1.7 (35.1)                    | 8.6 (47.5)                    | 8.8 (47.8)                    | 2.5 (36.5)                    | −2.3 (27.9)                   | −6.7 (19.9)                   | −12.6 (9.3)                   | −17.7 (0.1)                   |
| 降水量 mm （inch）                 | 46.0 (1.811)                  | 40.7 (1.602)                  | 74.9 (2.949)                  | 85.1 (3.35)                   | 94.0 (3.701)                  | 104.9 (4.13)                  | 158.8 (6.252)                 | 176.7 (6.957)                 | 168.1 (6.618)                 | 131.3 (5.169)                 | 70.6 (2.78)                   | 61.0 (2.402)                  | 1,221.2 (48.079)              |
| 平均降水日数 （≥1.0 mm）           | 7.1                           | 6.5                           | 9.4                           | 10.2                          | 10.7                          | 9.4                           | 12.6                          | 11.3                          | 12.0                          | 9.4                           | 9.4                           | 8.0                           | 115.7                         |
| 平均月間日照時間                   | 122.1                         | 124.8                         | 158.2                         | 183.0                         | 199.0                         | 168.9                         | 148.3                         | 155.0                         | 132.1                         | 141.9                         | 127.0                         | 112.2                         | 1,775.5                       |
| 出典1：Japan Meteorological Agency |                               |                               |                               |                               |                               |                               |                               |                               |                               |                               |                               |                               |                               |
| 出典2：気象庁                      |                               |                               |                               |                               |                               |                               |                               |                               |                               |                               |                               |                               |                               |

| 区界（1993年 - 2020年）の気候      | 区界（1993年 - 2020年）の気候 | 区界（1993年 - 2020年）の気候 | 区界（1993年 - 2020年）の気候 | 区界（1993年 - 2020年）の気候 | 区界（1993年 - 2020年）の気候 | 区界（1993年 - 2020年）の気候 | 区界（1993年 - 2020年）の気候 | 区界（1993年 - 2020年）の気候 | 区界（1993年 - 2020年）の気候 | 区界（1993年 - 2020年）の気候 | 区界（1993年 - 2020年）の気候 | 区界（1993年 - 2020年）の気候 | 区界（1993年 - 2020年）の気候 |
| 月                                 | 1月                           | 2月                           | 3月                           | 4月                           | 5月                           | 6月                           | 7月                           | 8月                           | 9月                           | 10月                          | 11月                          | 12月                          | 年                            |
| ---------------------------------- | ----------------------------- | ----------------------------- | ----------------------------- | ----------------------------- | ----------------------------- | ----------------------------- | ----------------------------- | ----------------------------- | ----------------------------- | ----------------------------- | ----------------------------- | ----------------------------- | ----------------------------- |
| 最高気温記録 °C （°F）             | 8.0 (46.4)                    | 12.7 (54.9)                   | 15.5 (59.9)                   | 24.0 (75.2)                   | 28.6 (83.5)                   | 28.0 (82.4)                   | 30.9 (87.6)                   | 31.6 (88.9)                   | 28.6 (83.5)                   | 23.4 (74.1)                   | 19.9 (67.8)                   | 14.0 (57.2)                   | 31.6 (88.9)                   |
| 平均最高気温 °C （°F）             | −2.7 (27.1)                   | −1.6 (29.1)                   | 2.3 (36.1)                    | 9.5 (49.1)                    | 16.1 (61)                     | 19.7 (67.5)                   | 23.1 (73.6)                   | 24.1 (75.4)                   | 19.9 (67.8)                   | 13.6 (56.5)                   | 6.9 (44.4)                    | 0.3 (32.5)                    | 10.9 (51.6)                   |
| 日平均気温 °C （°F）               | −6.1 (21)                     | −5.4 (22.3)                   | −1.8 (28.8)                   | 4.5 (40.1)                    | 10.7 (51.3)                   | 14.8 (58.6)                   | 19.0 (66.2)                   | 19.8 (67.6)                   | 15.5 (59.9)                   | 8.8 (47.8)                    | 2.8 (37)                      | −3.0 (26.6)                   | 6.6 (43.9)                    |
| 平均最低気温 °C （°F）             | −11.2 (11.8)                  | −10.8 (12.6)                  | −7.1 (19.2)                   | −0.9 (30.4)                   | 4.7 (40.5)                    | 9.7 (49.5)                    | 15.3 (59.5)                   | 15.8 (60.4)                   | 11.1 (52)                     | 3.5 (38.3)                    | −2.1 (28.2)                   | −7.4 (18.7)                   | 1.7 (35.1)                    |
| 最低気温記録 °C （°F）             | −24.1 (−11.4)                 | −22.9 (−9.2)                  | −20.3 (−4.5)                  | −11.5 (11.3)                  | −4.3 (24.3)                   | 0.4 (32.7)                    | 4.7 (40.5)                    | 2.7 (36.9)                    | −1.6 (29.1)                   | −6.3 (20.7)                   | −13.5 (7.7)                   | −18.9 (−2)                    | −24.1 (−11.4)                 |
| 降水量 mm （inch）                 | 59.3 (2.335)                  | 48.6 (1.913)                  | 98.2 (3.866)                  | 111.1 (4.374)                 | 127.6 (5.024)                 | 130.7 (5.146)                 | 218.7 (8.61)                  | 208.8 (8.22)                  | 177.3 (6.98)                  | 133.5 (5.256)                 | 112.9 (4.445)                 | 89.4 (3.52)                   | 1,517.7 (59.752)              |
| 降雪量 cm （inch）                 | 142 (55.9)                    | 134 (52.8)                    | 125 (49.2)                    | 33 (13)                       | 0 (0)                         | 0 (0)                         | 0 (0)                         | 0 (0)                         | 0 (0)                         | 0 (0)                         | 21 (8.3)                      | 114 (44.9)                    | 571 (224.8)                   |
| 平均降水日数 （≥1.0 mm）           | 13.8                          | 12.2                          | 14.8                          | 13.3                          | 13.1                          | 11.8                          | 15.6                          | 13.6                          | 13.8                          | 13.3                          | 14.9                          | 15.0                          | 165.2                         |
| 平均月間日照時間                   | 64.0                          | 75.1                          | 107.2                         | 146.4                         | 174.3                         | 148.9                         | 121.9                         | 139.8                         | 123.7                         | 132.8                         | 100.0                         | 64.2                          | 1,403.2                       |
| 出典1：Japan Meteorological Agency |                               |                               |                               |                               |                               |                               |                               |                               |                               |                               |                               |                               |                               |
| 出典2：気象庁                      |                               |                               |                               |                               |                               |                               |                               |                               |                               |                               |                               |                               |                               |

## 歴史

廻船問屋・質屋を兼ねた旧東屋酒造店（国登録有形文化財）

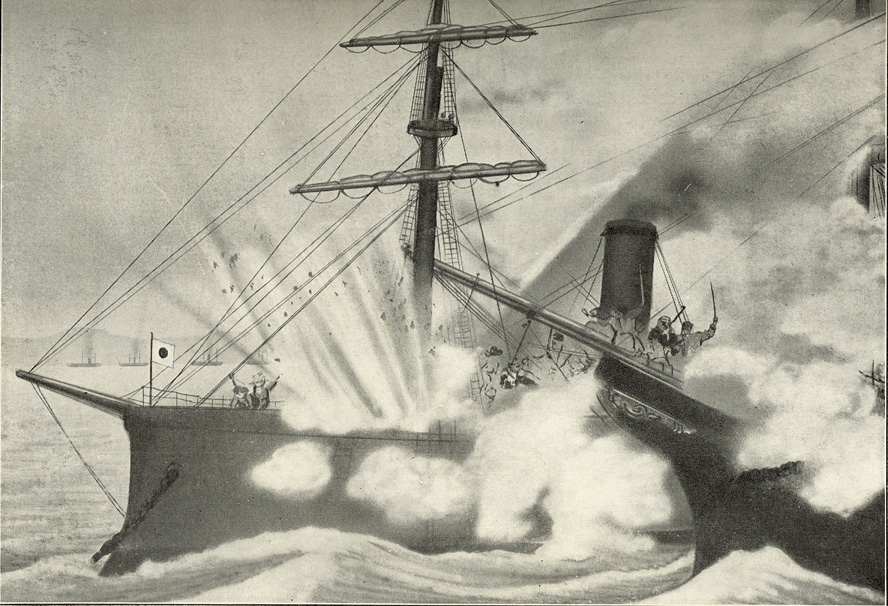
宮古湾海戦の一場面を描いた挿絵。旧幕府軍の旗艦「回天丸」が、明治政府の甲鉄艦へ接舷攻撃する場面

### 盛岡藩の外港
現在の宮古市の発祥は、盛岡藩主・南部利直によって盛岡藩（盛岡城下町）の外港として宮古の町が開かれたことに由来する。また現在の普代村から山田町豊間根までの行政を管轄する代官所が置かれ、周辺地域の政治、経済の中心地であった。江戸時代に三陸沿岸と江戸・関東とを結ぶ海運が盛んになると、沿岸漁村で産出される諸色や俵物を集荷し江戸へ移出するための拠点となり、前川善兵衛や鍬ヶ崎の和泉屋などの長崎俵物を扱う御用商人や、盛合家などの三陸の水産物を扱う有力商人や交易に携わる廻船問屋の活動が活発となった。また宮古は東廻海運の要港であり、海産物などの交易船や松前・東北諸藩が江戸へ参勤交代で必要な物資や米などを輸送するための廻船の重要な寄港地として、料亭や遊廓が軒を連ねる奥州でも有数の商港として賑わった。

### 宮古湾海戦
戊辰戦争においては、蝦夷地にて独立を図る榎本武揚・土方歳三らの旧幕府海軍艦隊（蝦夷共和国軍艦隊。総司令官：荒井郁之助。旗艦「回天丸」［艦長：甲賀源吾］）が、宮古湾の鍬ヶ崎湊（くわがさきみなと。現在の宮古港の前身）に停泊する新政府軍艦隊の主力艦である装甲艦「CSS Stonewall」（ストーンウォール［日本名：甲鉄艦］。1871年12月に「東艦」と改称）を奪取すべくアボルダージュ（接舷攻撃）作戦を決行した、いわゆる宮古湾海戦が勃発した。

### 沿革
古代の宮古地域は、須賀古麻比留のような村長達により治められていたと考えられている。平安時代には、遺跡の出土品から奥州藤原氏との関連があったことが判明している。鎌倉時代には鎌倉御家人の閉伊氏一族が土着し勢力を広げるが、室町時代以降は南部氏一族が勢力を拡大。九戸政実の乱終結後は宮古地域の村々はそれぞれ南部氏配下の武将による地方知行となり、近世に至る。
近世の宮古は北上山地に阻まれ、盛岡城下町など内陸部との往来や輸送が滞ることの多い土地柄であった。陸の孤島になりがちな当地の交通網の整備に尽力した僧・牧庵鞭牛らの功績は今もって賛えられている。宮古はまた、V字型の湾の両岸が奥に進むにつれて狭くなるリアス式海岸地形の特殊性によって津波の被害も大きく、古来より大規模な被害の出る津波に襲われている。
昭和時代に入ると国鉄山田線の開通とラサ工業の進出により近代港湾都市として発展。山間部では閉伊川筋の電力資源の開発に伴い、窯業・鉱業・木材工業関連の企業が相次いで設立された。第二次世界大戦後の高度経済成長期には北洋漁業やサンマ漁船の基地として賑わった。また木材港の整備により合板企業の集積が進んだ。1970年代には国道45号・国道106号線の全線開通と、宮古港の公共埠頭の整備により三陸海岸の拠点都市としての地位を高め、1980年代にかけてゴルフ場や国民休暇村・グリーンピアの設置などレジャーや観光業の発展が見られた。また1974年のヒロセ電機の進出により、コネクタ関連の日本有数の産業集積地となった。1984年には第三セクターの三陸鉄道が開業した。
平成時代の1992年にはJAPAN EXPO（地方博覧会）として三陸・海の博覧会が開催され、藤原地区にパビリオンが設置された。2011年には東日本大震災の津波により甚大な被害を受け、被災した市街地の再開発と、復興道路として三陸沿岸道路や宮古盛岡横断道路の高速交通インフラの整備が進められている。2018年には北海道室蘭市とのフェリー航路が開通したが、2020年に運航休止となった。

#### 縄文時代 - 中世
- 縄文時代前期初頭 - 後期前半（約6,000 - 約3,500年前。cf.）：崎山貝塚の形成期（約2,500年間）[12]。
- 白鳳9年（680年）：横山に八幡宮（横山八幡宮）が創建されたと伝えられる。
- 貞観11年5月26日（869年7月9日）：東北地方を貞観地震が襲い、三陸は津波によっても被害甚大。
- 天正20年（1592年）：南部信直により田鎖城と千徳城が破却される（『南部大膳大夫分国之内諸城破却共書上』）。

#### 江戸時代

1611年（慶長16年）、慶長三陸地震の大津波で流された常安寺は、1625年（寛永2年）に現在地に移転再建された。

- 慶長16年10月28日（1611年12月2日）：東北地方を慶長三陸地震が襲い、三陸は主に津波によって大きな被害が出た。
- 元和元年（1615年）：盛岡藩主・南部利直が宮古を盛岡藩の藩港と定め、町割を行う。
- 寛永20年（1643年）：山田湾にオランダ船が漂着するブレスケンス号事件が起きる。船員を誘き出すため宮古鍬ヶ崎の遊女が派遣される。
- 承応3年（1654年）：閉伊街道（別名：宮古街道。現在の国道106号の前身）の大改修なる。
- 延宝5年（1677年）：延宝十勝沖地震津波により数十軒の家屋が流出。
- 元禄13年（1700年）：カスケード地震津波により数十軒の家屋が流出。
- 宝暦8年（1758年）：宝暦の飢饉を契機として、牧庵鞭牛が閉伊街道最大の難所である蟇目 - 平津戸間の改修・新道開発に着手し、これ以降、閉伊地方と周辺地域の間にある陸上輸送の難を取り除くべく生涯を賭けて尽力する。
- 天明3年（1783年）：鍬ヶ崎の市中で天明の大飢饉による米騒動が起きる。
- 享和元年（1801年）：東日本沿岸を測量していた伊能忠敬一行が宮古に到着。豪商・盛合家の屋敷及び鍬ヶ崎の泉屋に滞在。
  - ：江戸 - 蝦夷地間の航路調査をしていた学者の本多利明が、宮古滞在中に海運の重要性を説いた『長器論』を著す。
- 文化3年（1806年）：幕臣の最上徳内が宮古に来訪。長崎俵物御用と称し宮古湾周辺の調査を行う。
- 文政6年（1823年）：三戸郡五戸村（現・五戸町五戸）出身の豪商・藤田武兵衛らが閉伊街道を改修・新道開発する。
- 弘化4年（1847年）：閉伊郡で東北地方最大の一揆・三閉伊一揆が勃発。

#### 明治 - 大正時代
- 明治2年3月25日（1869年5月6日）：宮古湾海戦が勃発。
- 1888年（明治21年）：民営による宮古 - 塩釜間の定期航路が開かれる。
- 1896年（明治29年）6月15日：東北地方を明治三陸地震が襲い、三陸は津波によっても被害甚大。津波遡上高は重茂村（おもえむら。現在の宮古市重茂）で18.9 mを記録した。東閉伊郡田老村（現在の宮古市田老地区）では死者・行方不明者1,859人を出し、浸水した平坦地での生存者はわずかに36人であった。
- 1897年（明治30年）4月1日 - 郡の統合により北閉伊郡・中閉伊郡・東閉伊郡が合併して下閉伊郡が発足[13]。
- 1902年（明治35年）3月1日：魹ヶ埼灯台に初めて灯りが点る。
- 1924年（大正13年）：崎山貝塚で初めて発掘調査が行われる[12]。

#### 昭和戦前期

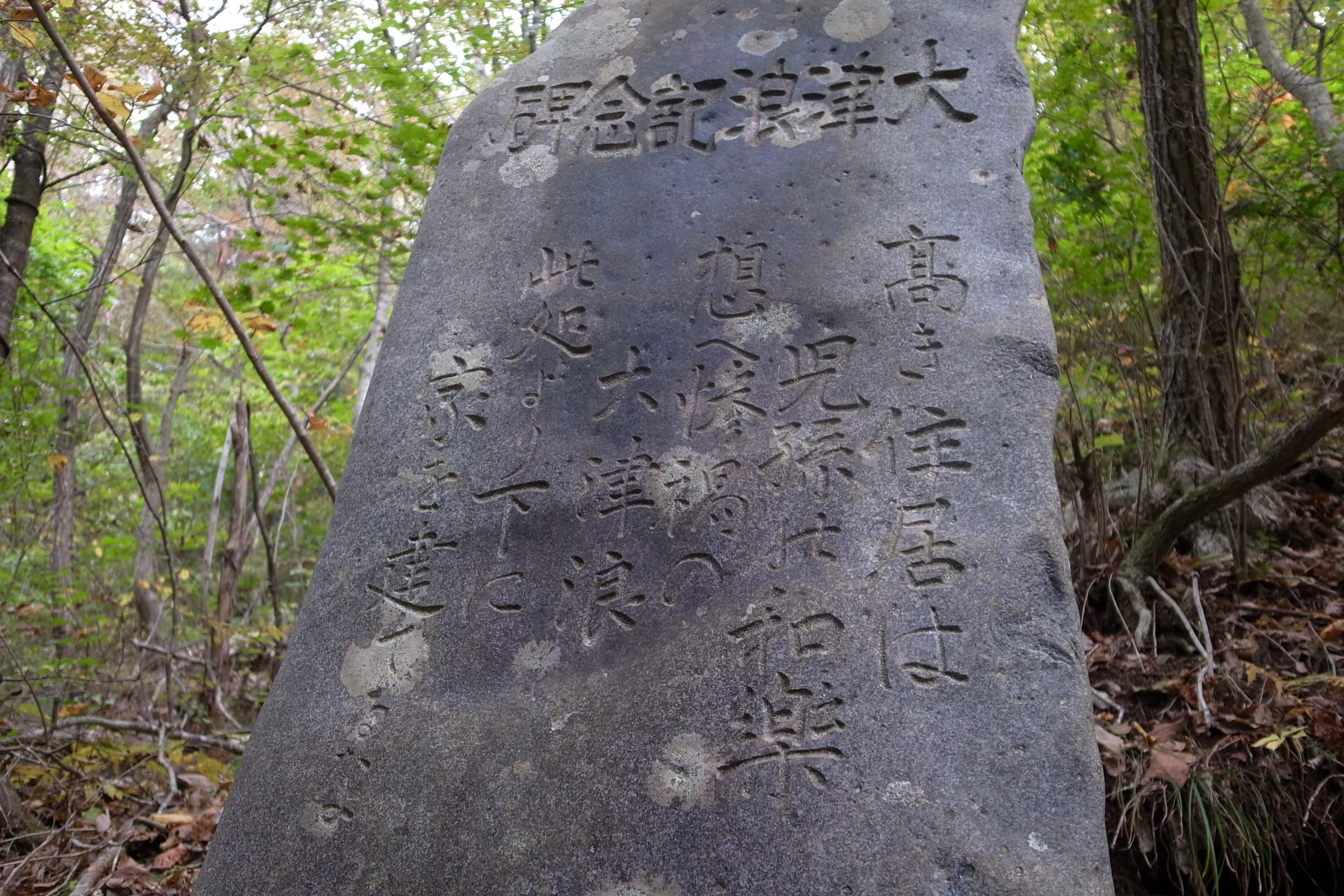
昭和三陸津波後に建立された大津浪記念碑。「髙き住居は児孫の和樂 / 想へ惨禍の大津浪 / 此処より下に家を建てるな」

- 1927年（昭和2年）10月：宮古港が第二種重要港湾に指定される。
- 1928年（昭和3年）9月25日：国鉄（現・JR東日本）山田線で区界駅が開業。
- 1930年（昭和5年）10月31日：国鉄山田線で松草駅が開業。
- 1931年（昭和6年）10月31日：国鉄山田線で平津戸駅が開業。
- 1933年（昭和8年）
  - 3月3日：東北地方を昭和三陸地震が襲い、三陸は津波によっても被害甚大。特に下閉伊郡田老村（現・宮古市田老地区）では、人口の42%にあたる911人が死亡、家屋の98%が全壊し、壊滅状態となった。東日本大震災（2011年）の折、先人訓として活きた大津浪記念碑はこの後に建立された。
  - 11月30日：国鉄山田線で川内駅、箱石駅、陸中川井駅が開業。
- 1934年（昭和9年）11月6日：国鉄山田線で腹帯駅、茂市駅、蟇目駅、千徳駅、宮古駅が開業。
- 1935年（昭和10年）11月17日：国鉄山田線で磯鶏駅と津軽石駅が開業。
- 1936年（昭和11年）：ラサ工業田老鉱業所（田老鉱山）が本格稼働。
- 1939年（昭和14年）
  - 6月：ラサ工業宮古工場が操業開始（これに先立ち、ラサの煙突も竣工）。
  - 9月7日：潮吹穴が国の天然記念物に指定される。
- 1942年 （昭和17年）
  - 6月20日：市章を制定する[14]。
  - 6月25日：国鉄小本線（JR岩泉線の前身）で岩手刈屋駅、岩手刈屋駅、岩手和井内駅が開業。
- 1944年（昭和19年）7月20日：国鉄小本線の貨物駅として押角駅が開業。
- 1945年（昭和20年）8月9日・10日：太平洋戦争下で、米第3艦隊の空母「エセックス」「ランドルフ」の艦載機による市街地への空襲。藤原地区に大きな被害。

#### 戦後
- 1947年（昭和22年）

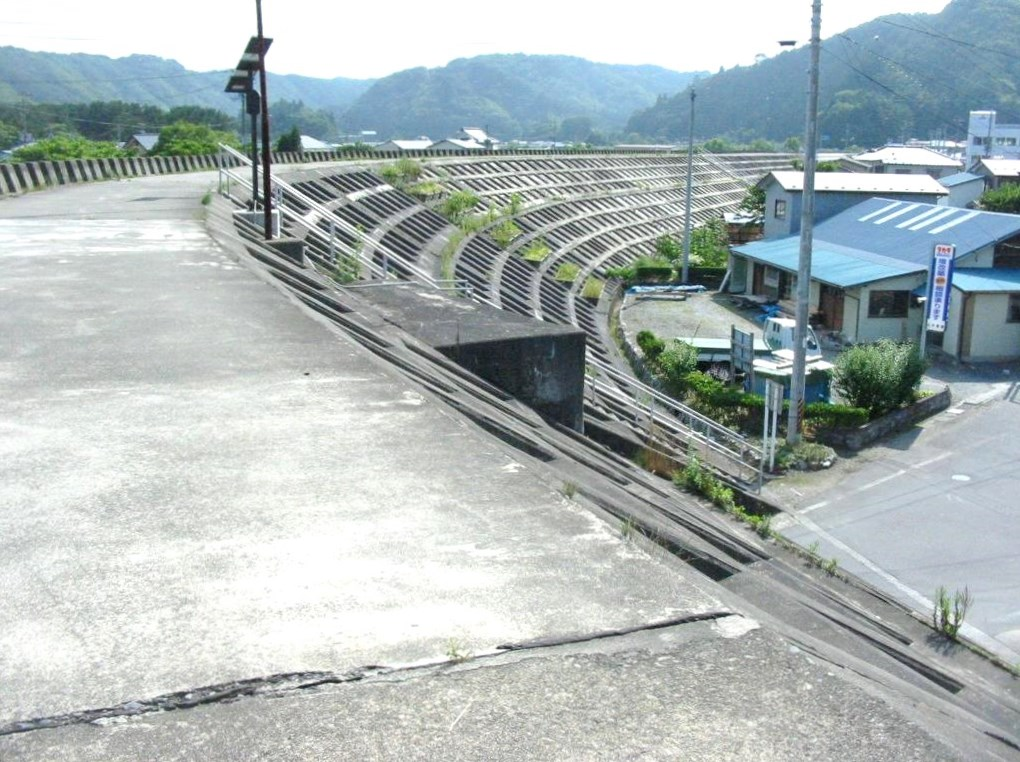
震災前の田老地区。家々を取り囲むように、巨大な防潮堤が聳え立っていた。

  - 8月8日 - 昭和天皇の戦後巡幸。市内をオープンカーで移動し、沿道の奉迎者に応える。魚市場、水産学校などに行幸[15][16]。
  - 9月16日：カスリーン台風が東北地方を襲い、三陸は大きな被害を出す。国鉄山田線は茂市駅 - 蟇目駅間と平津戸駅 - 松草駅間が不通となる。
- 1948年（昭和23年）9月17日頃：アイオン台風が東北地方を襲い、前年の台風被害からの復旧途上にあった三陸は重ねて被害を受ける。国鉄山田線の松草駅 - 蟇目駅間も6年間不通となる。
- 1950年（昭和25年）6月：太平洋戦争の終戦間際に焼失していた魹ヶ埼灯台が再建される。
- 1951年（昭和26年）1月19日：宮古港が重要港湾に指定される。
- 1953年（昭和28年）5月18日：旧・閉伊街道が県道から二級国道106号宮古盛岡線に昇格。
- 1954年（昭和29年）4月5日：浄土ヶ浜が岩手県指定名勝（第1号）となる[17]。
- 1955年（昭和30年）5月2日：浄土ヶ浜を中心として、北は普代村から南は釜石市に到る三陸海岸地域が陸中海岸国立公園（現・三陸復興国立公園）に指定される。
- 1958年（昭和33年）：旧・田老町で、当時としては巨大な防潮堤（海抜10 m）（落成のち「田老万里の長城」と雅称される）の1期工事が竣工。
- 1960年（昭和35年）5月24日：チリ地震による津波の襲来を未明に受けるも、田老の防潮堤が被害を最小限に食い止め、人的被害は皆無。これにより、防災の分野で国際的知名度を高める。
- 1961年（昭和36年）
  - 5月28日：新里村から始まった大規模な山火事が市内へ延焼。女遊戸、箱石、芋野の67棟が全焼するなどの被害[18]。
  - 12月20日：国鉄山田線で花原市駅が開業。
- 1965年（昭和40年）4月1日：二級国道106号が国道106号に昇格。国道45号が市域で開通（同時に全線開通）。
- 1966年（昭和41年）
  - 4月1日：旧・宮古市が青森県黒石市と姉妹都市提携。
  - 10月1日：国鉄小本線で中里駅開業。
- 1972年（昭和47年）2月27日：国鉄宮古線（のち、三陸鉄道北リアス線に移管）の駅として一の渡駅、佐羽根駅、田老駅が開業。
- 1982年（昭和57年）：旧・田老町で、この頃までに海抜10 m・総延長2,433 mの巨大防潮堤（田老の防潮堤、別称「田老万里の長城」）が完成。
- 1984年（昭和59年）4月1日：三陸鉄道北リアス線の開業に伴い、摂待駅が開業。
- 1986年（昭和61年）10月1日：旧・田老町が岩手県の旧・松尾村（現・八幡平市松尾）と姉妹都市提携。

#### 平成時代
- 1992年（平成4年）

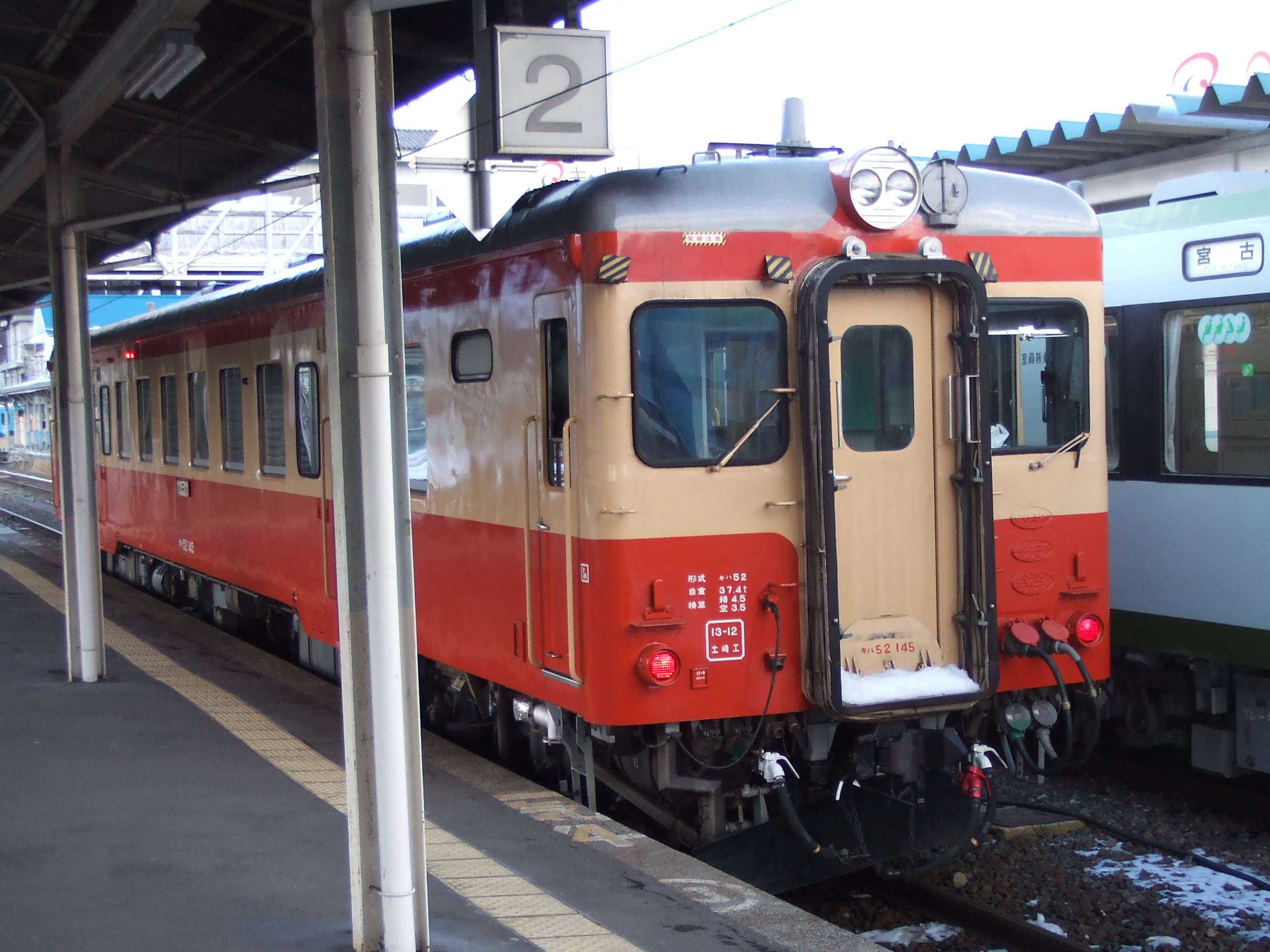
宮古駅に停車する岩泉線の車両（2005年12月）。岩泉線は落石事故をきっかけに2014年に廃線となった。

2003年に開業した「シートピアなあど」（道の駅みやこ）。津波により全壊したが、タラソ施設のみ解体して2013年に再開した。

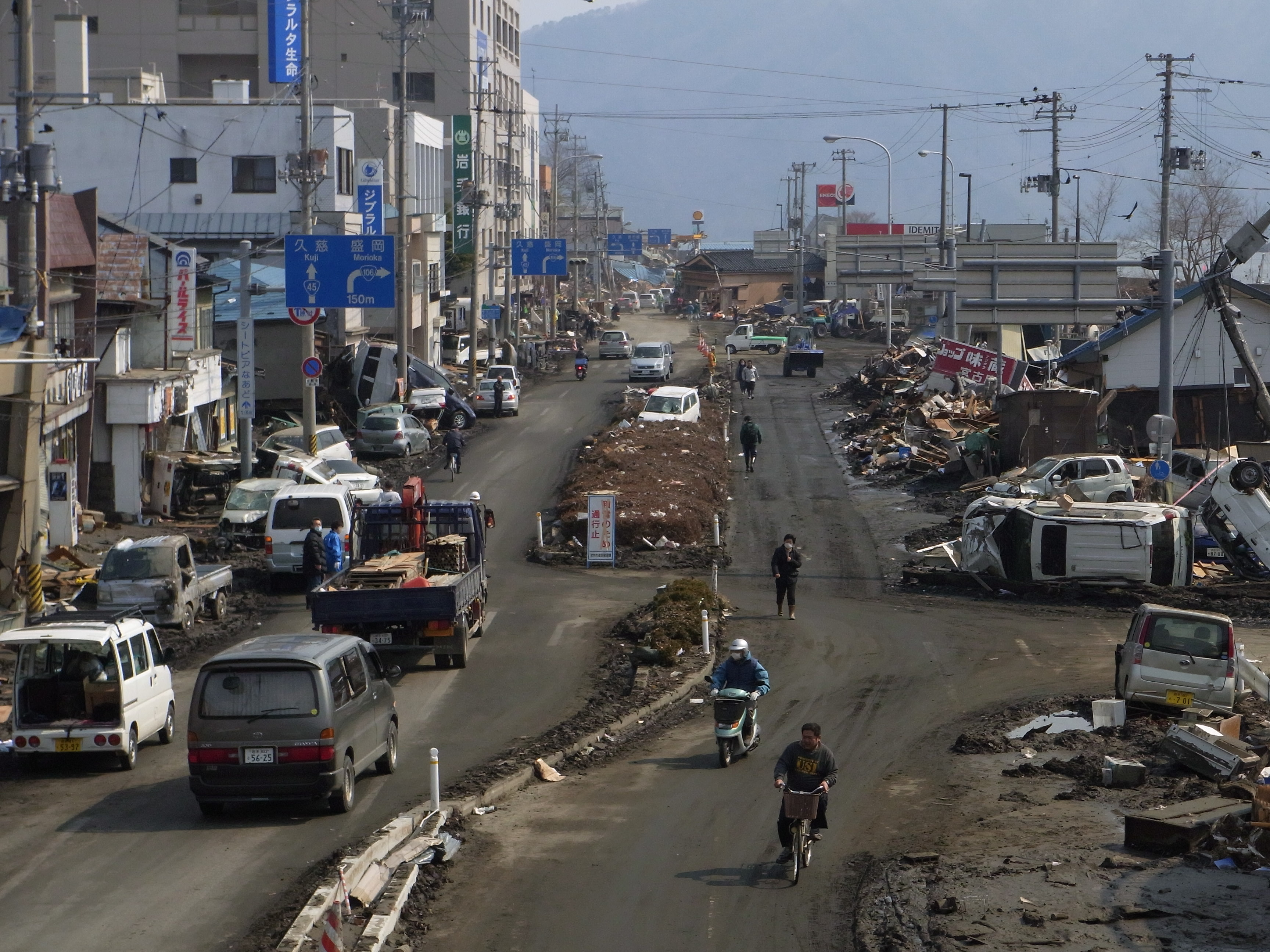
東日本大震災で津波被害を受けた宮古市の中心街（国道45号・築地交差点付近）

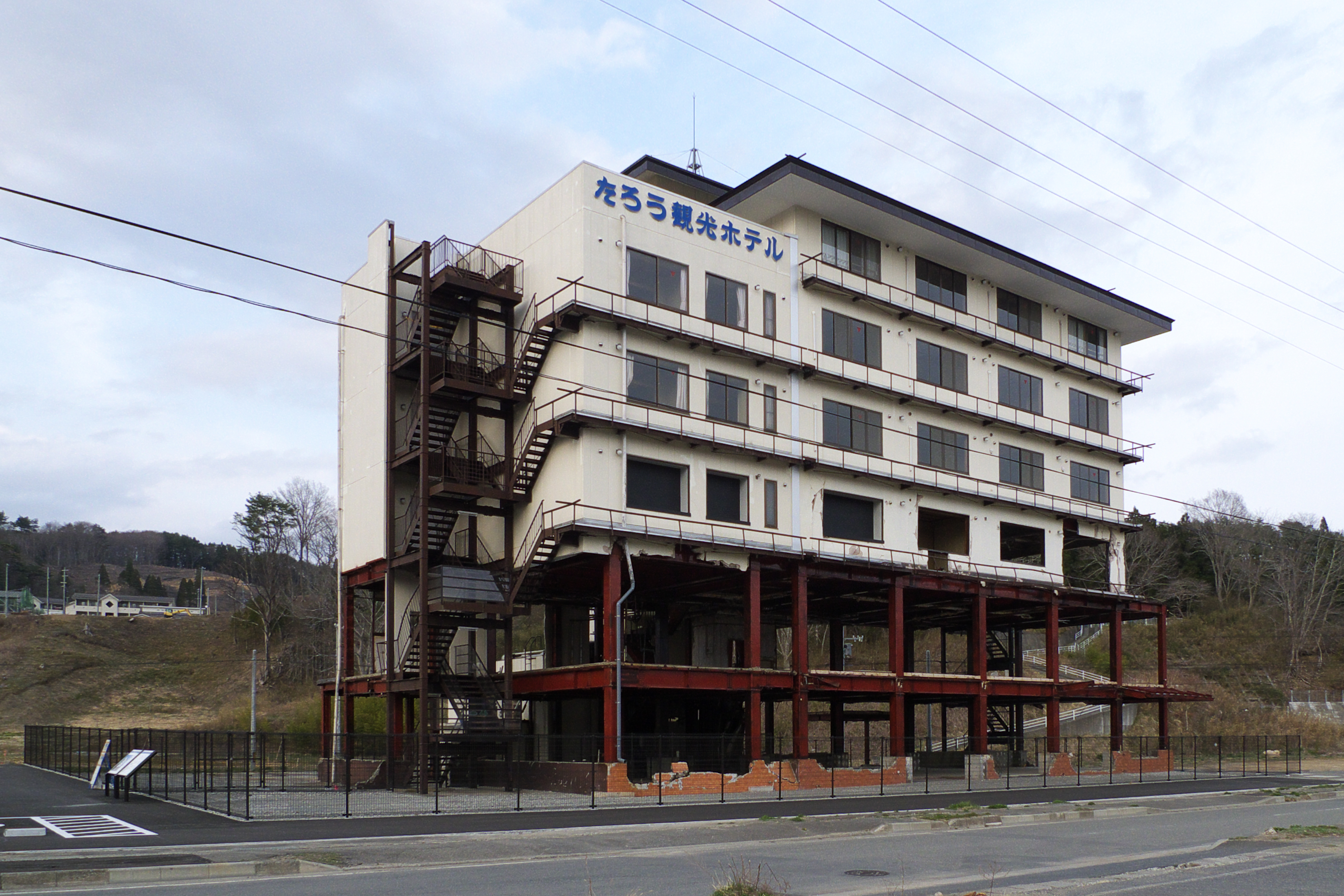
津波の痕跡が残るたろう観光ホテルは震災遺構として整備され、2016年より震災学習などに利用されている。

  - 7月4日 - 9月15日：地方博覧会「JAPAN EXPO」の第2回として「三陸・海の博覧会」を釜石市および山田町と共同開催。
  - 8月7日：旧・新里村（現・宮古市新里）がフィリピン共和国ベンゲット州のラ・トリニダッド市 (La Trinidad) と友好交流都市提携。
- 1993年（平成5年）10月26日：旧・宮古市が中華人民共和国山東省の烟台市と友好協力都市提携。
- 1996年（平成8年）2月6日：旧・宮古市が沖縄県宮古郡の多良間村と姉妹市村提携。
- 2003年（平成15年）
  - 2月20日：川井地区（旧・川井村）で収集された伝統的な生産用具のコレクションが、「生産・生業」の分野にて「北上山地川井村の山村生産用具コレクション」の名称で国の重要有形民俗文化財に指定される[19]。
  - 3月3日：旧・田老町が「津波防災の町」を宣言。
  - 11月1日：出崎埠頭（臨港通）で健康促進施設「シートピアなあど」（広域総合交流促進施設およびタラソテラピー〈海洋療法〉海水プール施設）が開業。
- 2004年（平成16年）12月：沖縄県宮古列島の5市町村が合併して市制施行するにあたって新たな市の名称を「宮古市」に決定したことに対し、岩手県宮古市が抗議。その後の2005年（平成17年）3月、沖縄県の5市町村は新市に付ける名称を「宮古島市」に改めた（宮古列島の「宮古市」命名問題参照）。
- 2005年（平成17年）7月18日（海の日）：「シートピアなあど」が「みなとオアシス」の登録地となり、同時に道の駅みやこ「みなとオアシスみやこ」としてリニューアル。これにより国道沿いにない珍しい道の駅が誕生。
- 2006年（平成18年）3月15日：黒森神楽が国の重要無形民俗文化財に指定される[20]。
- 2008年（平成20年）10月1日：オランダ船籍の大型クルーズ客船「アムステルダム」が宮古港に寄港（当時で岩手県寄港史上最大）。
- 2010年（平成22年）3月21日：三陸道宮古道路が部分開通し、宮古南インターチェンジと宮古中央インターチェンジが供用を開始する。
- 2011年（平成23年）3月11日：東北地方太平洋沖地震が発生し、宮古市全域が震度5（茂市地区で震度5強、川井地区・田老地区・五月町地区・長沢地区・鍬ヶ崎地区・門馬田代地区で震度5弱）を観測。さらに、この地震に伴って発生した大津波にも襲われ、沿岸部は壊滅的被害を負った（東日本大震災）。
  - 2013年2月28日時点の県の調査では死者420人、行方不明者94人、負傷者33人、家屋倒壊4,005棟となっている[21]。
- 2014年（平成26年）4月1日：茂市駅と下閉伊郡岩泉町の岩泉駅を結んでいた岩泉線が廃止される。
- 2016年（平成28年）8月30日：平成28年台風第10号により住宅、公共土木施設、農地等に甚大な被害。宮古市は局地激甚災害の指定を受ける[22]。
- 2018年（平成30年）
  - 3月21日：三陸沿岸道路・田老真崎海岸インターチェンジ・田老北インターチェンジが供用を開始。
  - 6月22日：川崎近海汽船により、宮古市と北海道室蘭市を結ぶフェリー航路（宮蘭航路）が開設。
  - 10月1日：市役所が海岸沿いから、1kmほど離れた宮古駅前に移転。
- 2019年（平成31年/令和元年）
  - 3月23日：震災後不通となっていた、JR山田線宮古 - 釜石間が、三陸鉄道に移管し運行再開される。
  - 3月30日：宮古西道路 宮古中央インターチェンジ - 宮古根市インターチェンジ開通。
  - 4月25日：イギリス船籍の大型クルーズ客船「ダイヤモンド・プリンセス」（11万5千8百75トン）が宮古港に寄港。
  - 10月13日：令和元年東日本台風（台風19号）により観測史上最大の降水量を記録。冠水や土砂崩れにより市内各所に甚大な被害。

#### 令和
- 2020年（令和2年）
  - 4月1日：川崎近海汽船の宮蘭航路が休止。
  - 7月12日：三陸沿岸道路 宮古中央インターチェンジ - 田老真崎海岸インターチェンジ、宮古西道路 宮古港インターチェンジ - 宮古中央インターチェンジ開通。
- 2024年（令和6年）4月20日：刈屋地区で発生した火災が延焼。山火事となり3日間にわたり約180haが焼失。新里中学校が臨時休校となる[23]。

#### 行政区域の変遷（市町村制施行以後）
- 1941年（昭和16年）2月11日 - 下閉伊郡宮古町・千徳村・磯鶏村・山口村が合併した上で市制を施行し、宮古市が発足。
- 1955年（昭和30年）4月1日 - 重茂村・崎山村・津軽石村・花輪村を編入。
- 2005年（平成17年）6月6日 - 宮古市・田老町・新里村が合併し、改めて宮古市が成立。
- 2010年（平成22年）1月1日 - 川井村を編入。

## 行政
歴代市長
| 代    | 氏名     | 就任日       | 退任日       | 備考       |
| ----- | -------- | ------------ | ------------ | ---------- |
| 初代  | 熊坂義裕 | 2005年7月3日 | 2009年7月2日 | 旧宮古市長 |
| 2-5代 | 山本正徳 | 2009年7月3日 | 2025年7月2日 |            |
| 6代   | 中村尚道 | 2025年7月3日 | 現職         |            |

## 姉妹都市・友好都市
日本国内
- 黒石市（青森県）：旧・宮古市が1966年（昭和41年）4月1日に姉妹都市提携。
- 八幡平市（岩手県）：旧・田老町が旧・松尾村と1986年（昭和61年）10月1日に姉妹都市提携。
- 多良間村（沖縄県 宮古郡）：旧・宮古市が1996年（平成8年）2月6日に姉妹市村提携。

日本国外
- 烟台市（中華人民共和国山東省）：旧・宮古市が1993年（平成5年）10月26日に友好協力都市提携。
- ラ・トリニダッド市（en。フィリピン共和国ベンゲット州） ：旧・新里村が1992年（平成4年）8月7日に友好交流都市提携。

## 人口
| |                                        |  |
| 宮古市と全国の年齢別人口分布（2005年） | 宮古市の年齢・男女別人口分布（2005年） |  |
| ■紫色 ― 宮古市 ■緑色 ― 日本全国 | ■青色 ― 男性 ■赤色 ― 女性              |  |
| 宮古市（に相当する地域）の人口の推移 \| 1970年（昭和45年） \| 79,805人 \| \| \| 1975年（昭和50年） \| 79,214人 \| \| \| 1980年（昭和55年） \| 78,617人 \| \| \| 1985年（昭和60年） \| 77,024人 \| \| \| 1990年（平成2年） \| 72,538人 \| \| \| 1995年（平成7年） \| 69,587人 \| \| \| 2000年（平成12年） \| 66,986人 \| \| \| 2005年（平成17年） \| 63,588人 \| \| \| 2010年（平成22年） \| 59,430人 \| \| \| 2015年（平成27年） \| 56,676人 \| \| \| 2020年（令和2年） \| 50,369人 \| \| |                                        |  |
| 総務省統計局 国勢調査より |                                        |  |
| 1970年（昭和45年） | 79,805人                               |  |
| 1975年（昭和50年） | 79,214人                               |  |
| 1980年（昭和55年） | 78,617人                               |  |
| 1985年（昭和60年） | 77,024人                               |  |
| 1990年（平成2年） | 72,538人                               |  |
| 1995年（平成7年） | 69,587人                               |  |
| 2000年（平成12年） | 66,986人                               |  |
| 2005年（平成17年） | 63,588人                               |  |
| 2010年（平成22年） | 59,430人                               |  |
| 2015年（平成27年） | 56,676人                               |  |
| 2020年（令和2年） | 50,369人                               |  |

平成22年国勢調査から平成27年調査にかけての人口増減率は4.63％の減少で、岩手県全体の3.80％減を少し上回った。なお平成の大合併以前の区分では旧宮古市が東日本大震災に伴う津波で甚大な被害を受けながら2.23％減と県全体を下回った一方で、同じく津波被害を受けた旧田老町が26.27％減と、平成27年時点の自治体区分で県内最大である大槌町の23.02％減も上回る対照的な結果となった。また直接津波被害を受けていない旧川井村は10.62％減と、田老町ほどではないにしろ大きく減少した。

## 経済

### 産業
漁業やその水産資源を活かした海産物加工業で知られ、南部藩（盛岡藩）唯一の藩港に指定されていたことから海運業さらに商業の町としても発展してきた。工業は第二次世界大戦前には国策企業による銅の精錬や肥料製造が行われ、戦後、1960年代からは港湾整備と関連した合板産業、1970年代からは超精密コネクター製造とそれを支える金型の産地となった。
平成26年度の一人当たり市町村民所得は276万円（県調査統計課）で、復興需要により震災前より急上昇しており、県南を上回り盛岡市などの県央部に匹敵する額になっている。平成28年の観光客入込数は1,117,932（単位・人回、県観光統計概要）で、県沿岸部の市町村ではトップの数字となっている。

### 水産都市

入港する底引網漁船

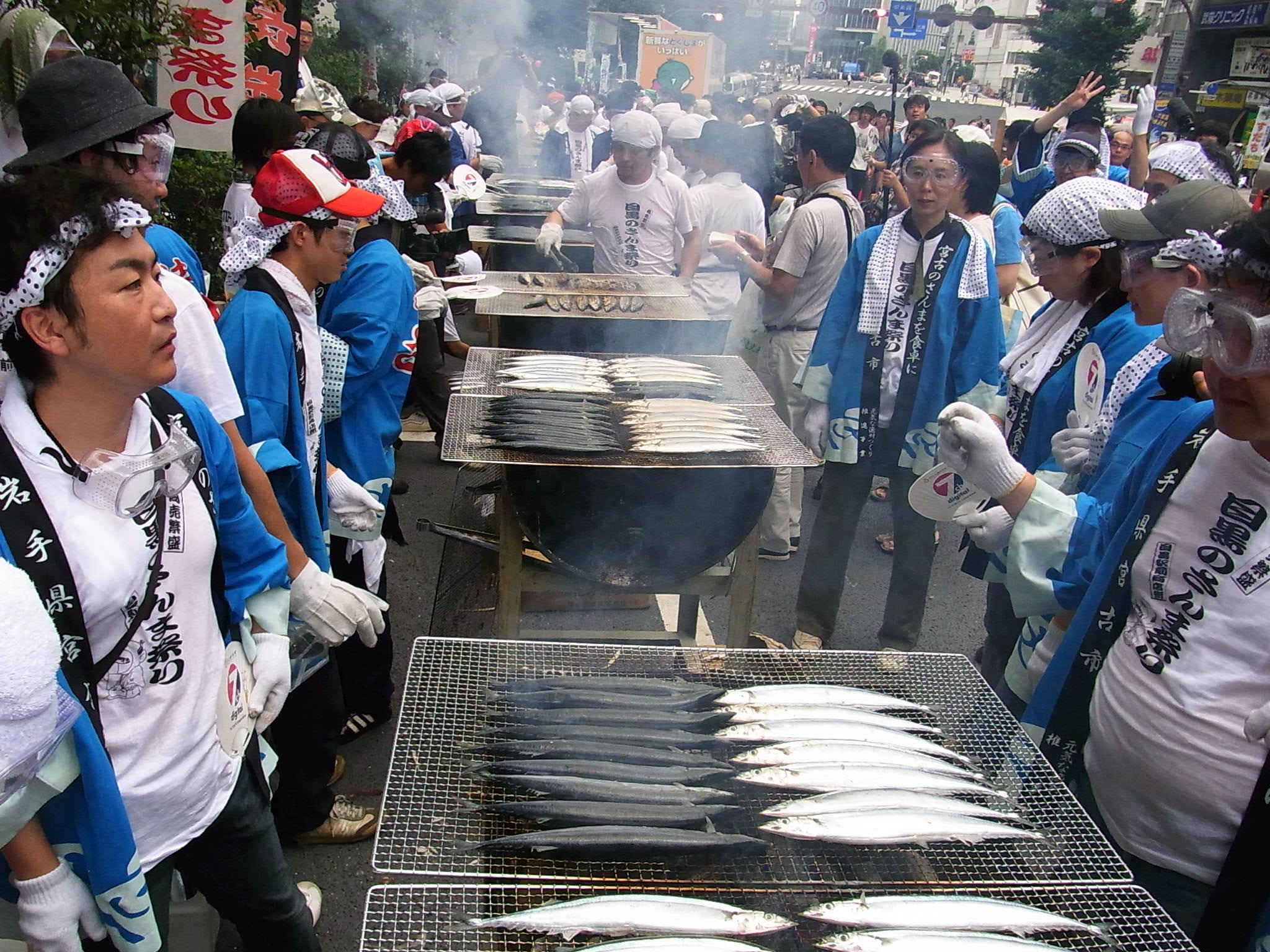
目黒のさんま祭り（2010年9月5日撮影）

沖合は世界三大漁場の三陸漁場で、漁業を中心に鮮魚出荷業者、水産加工業者、ミール業者、冷凍・冷蔵庫業者などの水産流通加工業者、漁船に物資やサービスを提供する製氷、製函、造船、鉄工（エンジン）、漁具（漁網やロープ）、燃油、食料、船舶機器（無線や魚群探知機）、トラック運送業者などが集積的に立地している。
宮古市魚市場の主な水揚魚種は、鮭、サンマ、マダラ、イカ、スケソウダラなどである。
- 瓶ドン

ウニは、生のまま牛乳瓶の形をした瓶に入れて、型崩れ防止用の明礬を加えない「瓶ウニ」が長く名物であった。東日本大震災後の2018年から、様々な魚介類や海藻、薬味、野菜などを入れて、丼飯にかけて食べる「瓶ドン」をご当地グルメとして展開するなど、水産は観光客誘致にも寄与している。
- 目黒のさんま祭り

宮古市は、東京都品川区で開催される「目黒のさんま祭り」に、第4回の1999年（平成11年）以降、水揚げされたサンマ数千匹を無償提供している。

### 工業
工業では、ヒロセ電機や関連企業などによる電子部品の製造、ラサ工業宮古工場によるガリウムの生成、製造と同NCRI事業部による石油精製触媒の再生事業、片倉コープアグリ宮古工場による化学肥料製造やホクヨープライウッドによる合板加工などが主産業である。宮古税関管内（宮古港）の平成28年の輸出入貿易額は、輸出が387億9千6百万円で、ドイツやベルギー、アメリカ向けのポンプ、遠心分離機等の一般機械がその8割を占める。輸入は食料品や木材が多く、貿易額ではロシアがその半分を占める。平成26年の製造品出荷額は7,475（千万円）で、岩手県内で8位である。

### 市内金融機関
- ゆうちょ銀行
- 岩手銀行
- 北日本銀行
- 東北銀行
- 東北労働金庫
- JAバンク岩手
- JFマリンバンク岩手信漁連
- 宮古信用金庫

### 市内に支店、営業所等を置く主な企業
| - NTT東日本－岩手 - JR東日本 - 東北電力ネットワーク - ユアテック - カメイ - みちのくコカ・コーラボトリング - ニチモウ - 東洋建設 | - あいおいニッセイ同和損害保険 - 朝日生命保険 - 住友生命保険 - 第一生命保険 - 日本生命保険 - 明治安田生命保険 - ジブラルタ生命保険 - 小田島 (医薬品) | - バイタルネット - 本間組 - 佐川急便 - 日本通運 - ヤマト運輸 - TTK (建設) - 吉田産業 - 鹿島道路 |

### 商業

#### 市内の主な宿泊施設
| 公共の宿 - 国民休暇村陸中宮古 - グリーンピア三陸みやこ ホテル - 浄土ヶ浜パークホテル - ホテル近江屋 - 宮古ホテル沢田屋 | ビジネス - ホテルルートイン宮古 - ホテルビックウェーブ - 宮古セントラルホテル熊安 - ホテル宮古ヒルズ ステーション店（BBHホテルグループ） - 幸プラザホテル | 旅館 - 旅館末広館（ユースホステル） - 山田屋旅館（別館） - 浄土ヶ浜旅館 - 渚亭 たろう庵 |

#### 娯楽施設など
- 宮古カントリークラブ（ゴルフ場）
- テレトラック宮古（場外勝馬投票券発売所）

## 漁港

早朝の宮古港

日出島と周辺で操業する漁船

田老漁港と重茂漁港は第2種漁港、他は全て第1種漁港である。
- 田老地区の漁港
  - 小堀内漁港
  - 青野滝漁港
  - 小港漁港
  - 田老漁港 - 田老地区の中心部にある、岩手県でも有数の漁港。周囲には田老の防潮堤が築かれ、津波防災において先進的な地域であったが、東日本大震災の津波は防ぎきれなかった。
  - 樫内漁港
- 宮古地区の漁港
  - 宿漁港
  - 日出島漁港
  - 蛸の浜漁港 - 宮古港（旧・鍬ケ崎湊）の基礎となった鍬ケ崎地区にあり、古くから磯漁業を行う。
  - 白浜漁港
  - 津軽石漁港 - 津軽石川が注ぐ宮古湾最奥部の、赤前地区・小堀内地区・堀内地区に所在。
- 重茂地区の漁港
  - 浦の沢漁港
  - 仲組漁港
  - 音部漁港
  - 重茂漁港
  - 姉吉漁港
  - 千鶏漁港
  - 石浜漁港
  - 川代漁港

## 公的機関

### 官公庁等
裁判所
- 盛岡地方裁判所宮古支部
- 盛岡家庭裁判所宮古支部
- 宮古簡易裁判所

復興庁
- 復興庁岩手復興局宮古支所

法務省
- 盛岡地方法務局宮古支局

検察庁
- 盛岡地方検察庁宮古支部
- 宮古区検察庁

財務省
- 函館税関釜石税関支署宮古出張所

国税庁
- 仙台国税局宮古税務署

厚生労働省
- 岩手労働局宮古労働基準監督署
- 岩手労働局宮古公共職業安定所
- 仙台検疫所宮古出張所

林野庁
- 東北森林管理局三陸北部森林管理署

国土交通省
- 東北地方整備局三陸国道事務所
  - 宮古維持出張所
  - 宮古西維持出張所
- 東北運輸局岩手運輸支局宮古庁舎（海事部門）

海上保安庁
- 第二管区海上保安本部釜石海上保安部宮古海上保安署

環境省
- 東北地方環境事務所宮古自然保護官事務所

防衛省
- 自衛隊岩手地方協力本部宮古地域事務所

警察
- 岩手県宮古警察署

消防
- 宮古地区広域行政組合消防本部

特殊法人
- 日本年金機構宮古年金事務所

独立行政法人
- 水産研究・教育機構東北区水産研究所宮古庁舎
- 海技教育機構国立宮古海上技術短期大学校

岩手県
- 沿岸広域振興局（宮古合同庁舎）
  - 宮古地域振興センター
  - 宮古保健福祉環境センター・宮古保健所
  - 宮古農林振興センター
  - 宮古農業改良普及センター
  - 宮古水産振興センター
  - 宮古土木センター
- 岩手県宮古児童相談所
- 岩手県立宮古高等技術専門校
- 岩手県立宮古高等看護学院
- 岩手県立宮古病院（地域医療支援病院）
- 救護施設松山荘

### 主な市の施設

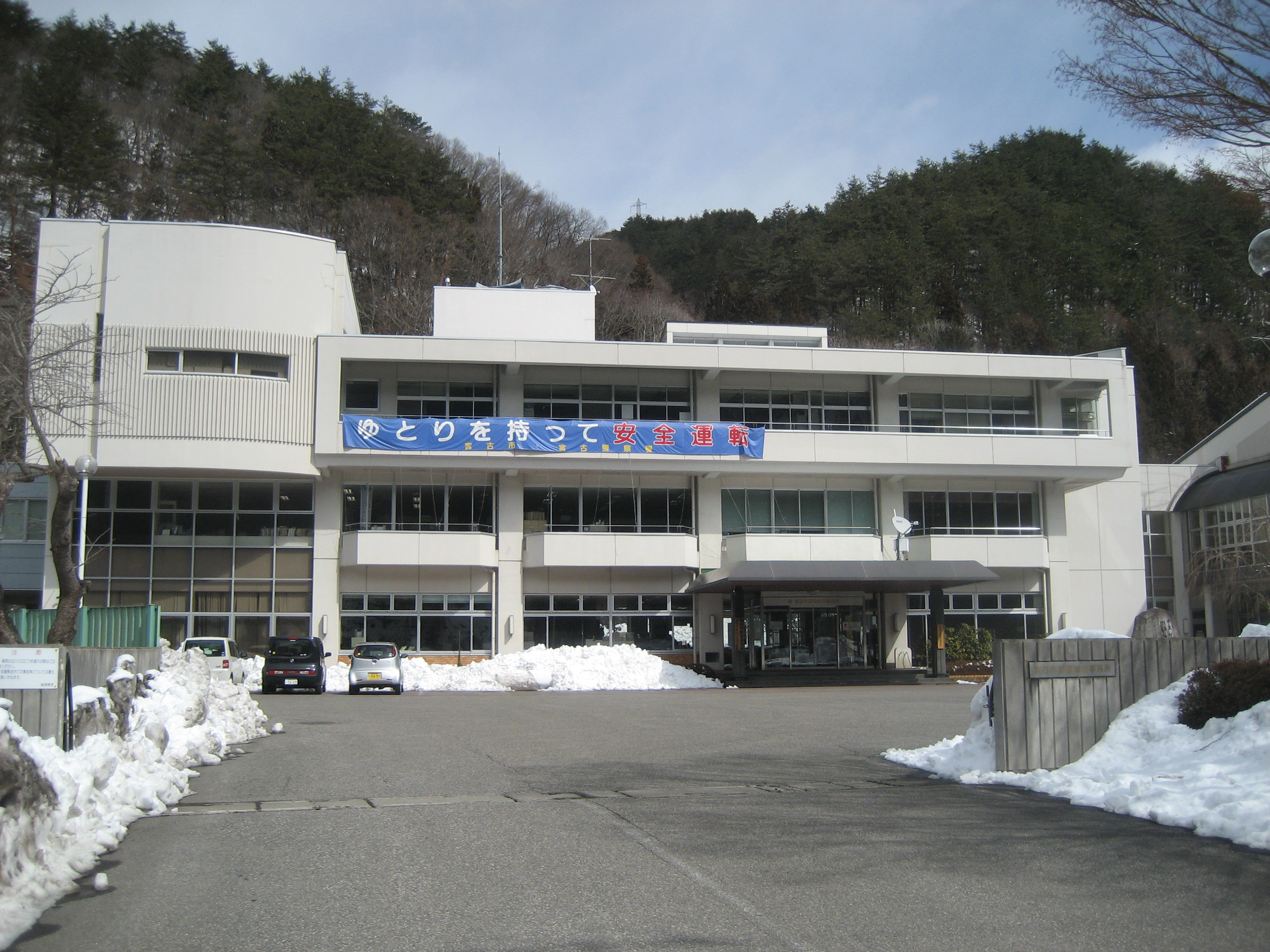
田老総合事務所
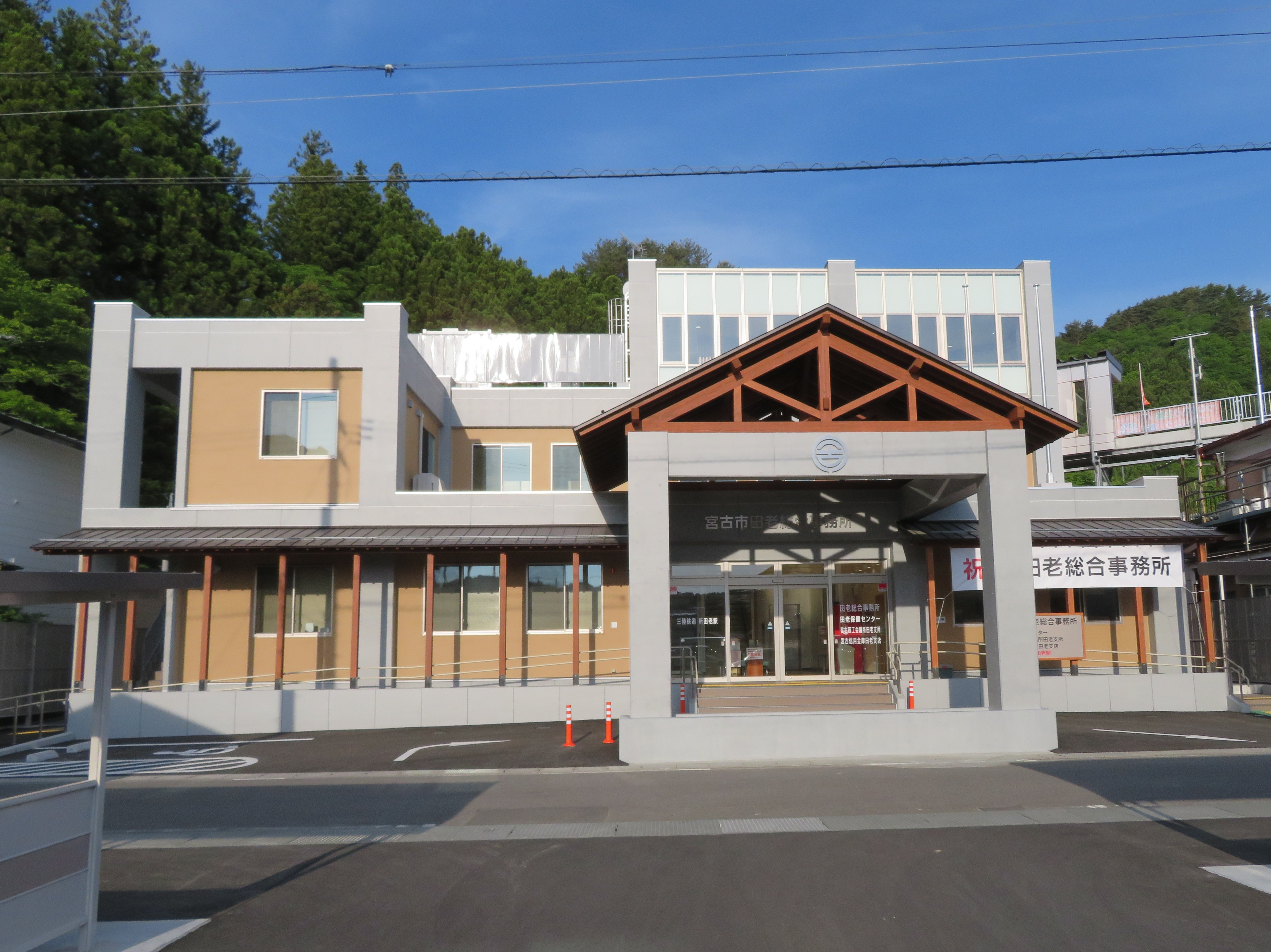
新里総合事務所
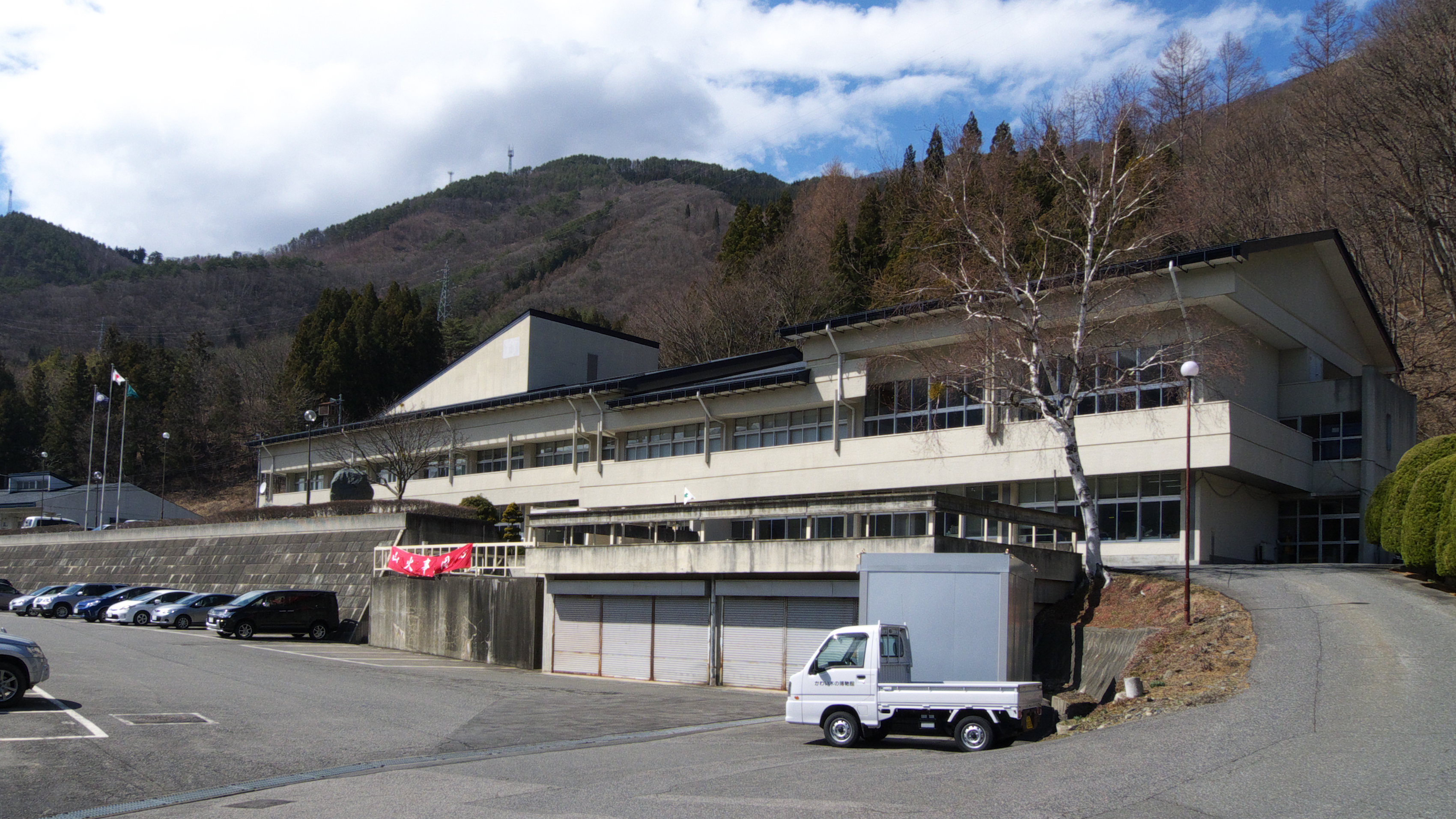
川井総合事務所
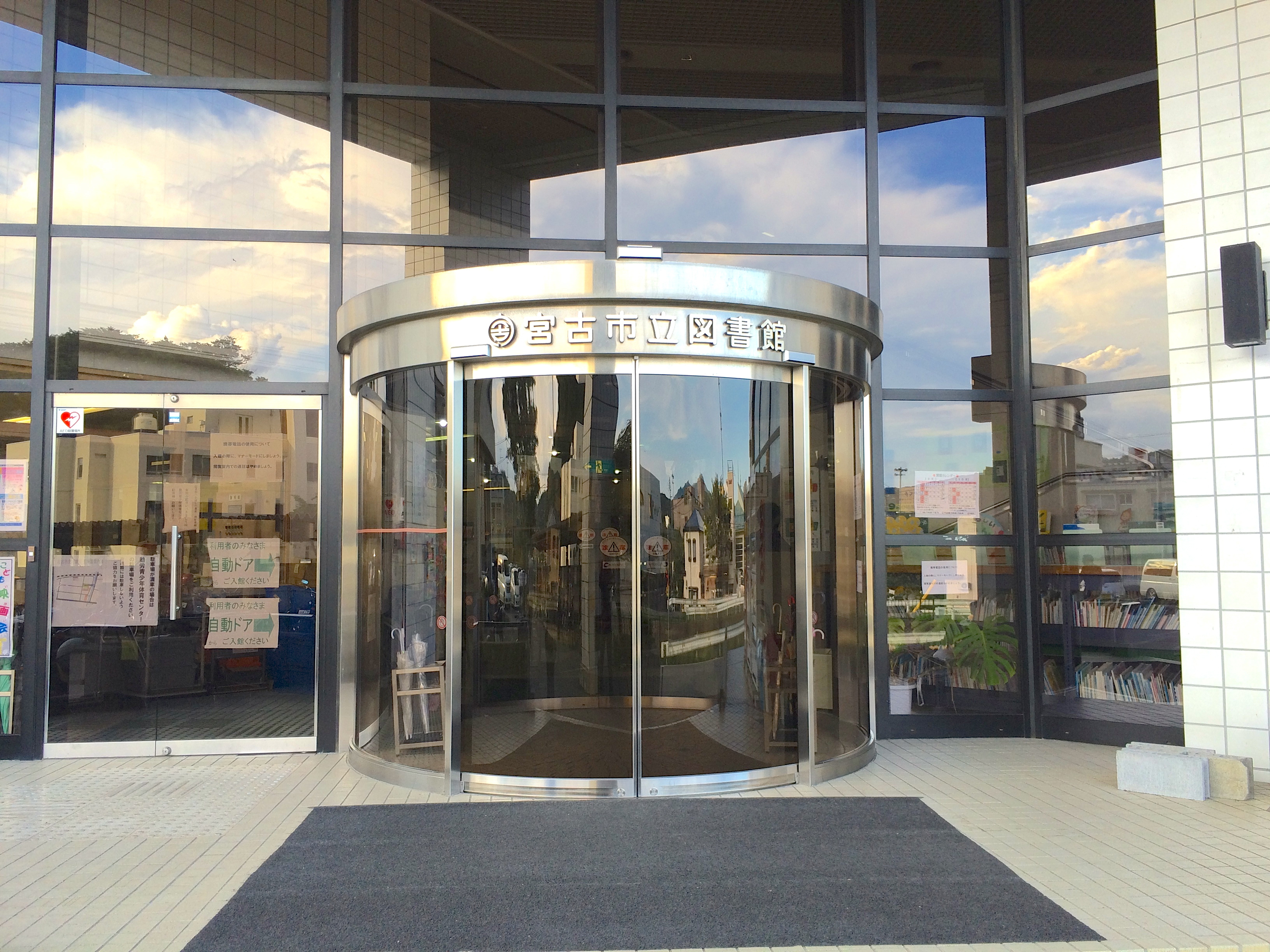
宮古市民総合体育館
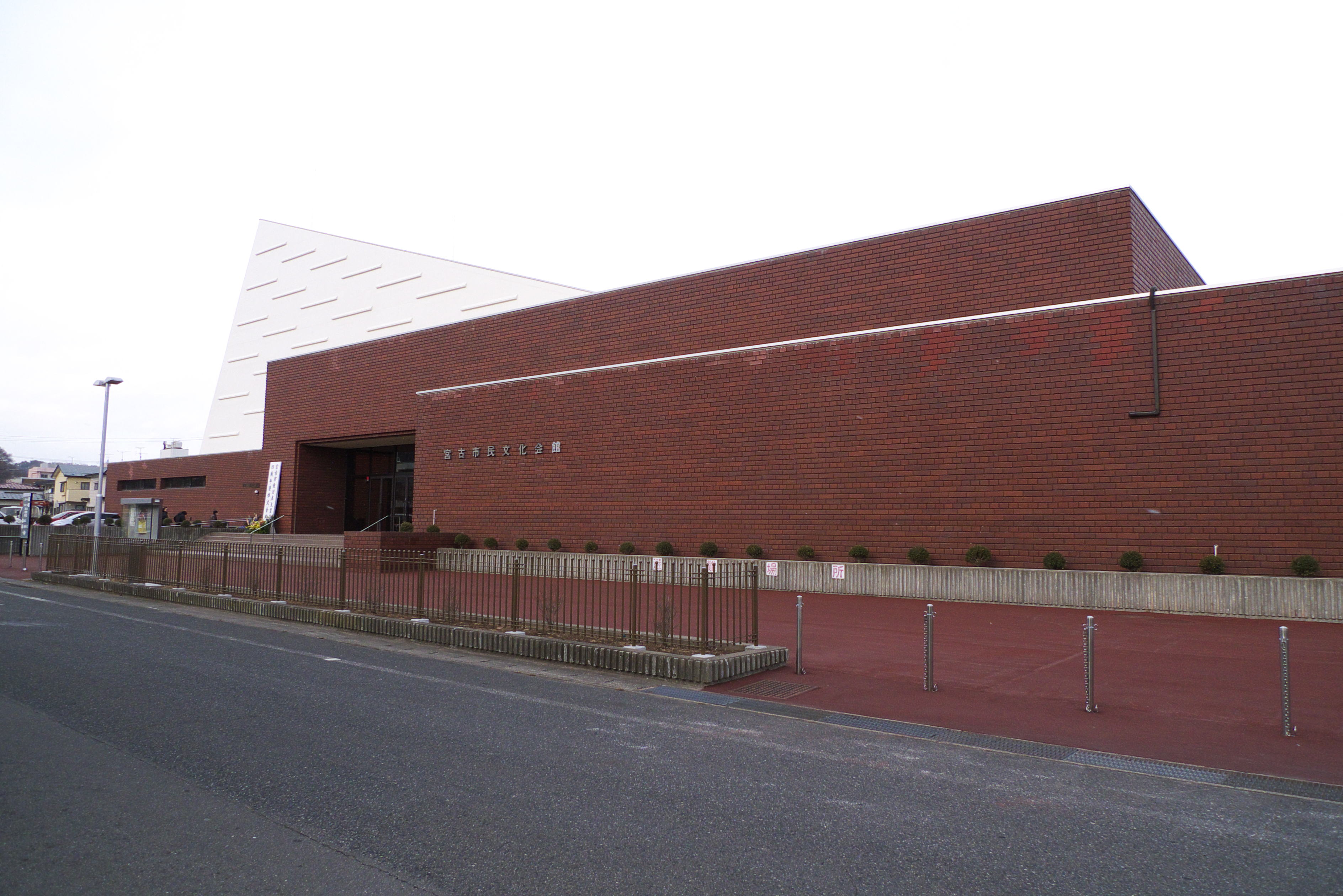
宮古市民文化会館
- 宮古市立図書館
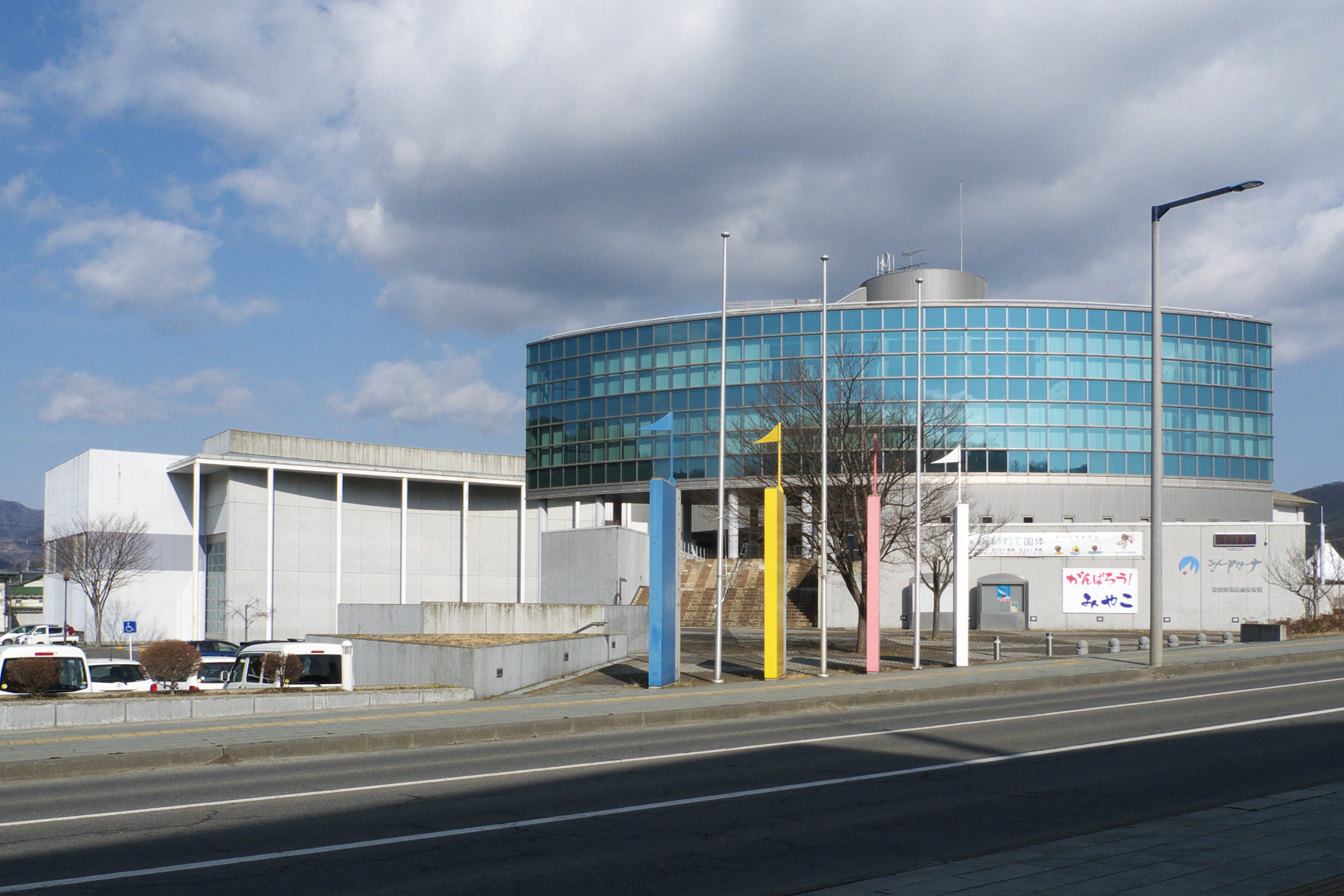
宮古市総合福祉センター
- 宮古運動公園
- 姉ヶ崎サン・スポーツランド
- 湯ったり館
- へいがわ老木公園

- 新里総合事務所
- 田老総合事務所
- 川井総合事務所
- 宮古市立図書館
- 宮古市民文化会館
- 宮古市民総合体育館

## メディア
- 岩手日報社 宮古支局
- 河北新報社 宮古支局
- 朝日新聞 宮古通信部
- 読売新聞 宮古通信部

テレビ・ラジオ等
- NHK盛岡放送局 宮古支局
- テレビ岩手 宮古支局
- 岩手めんこいテレビ 宮古支局
- 宮古エフエム放送

## 郵便

宮古郵便局

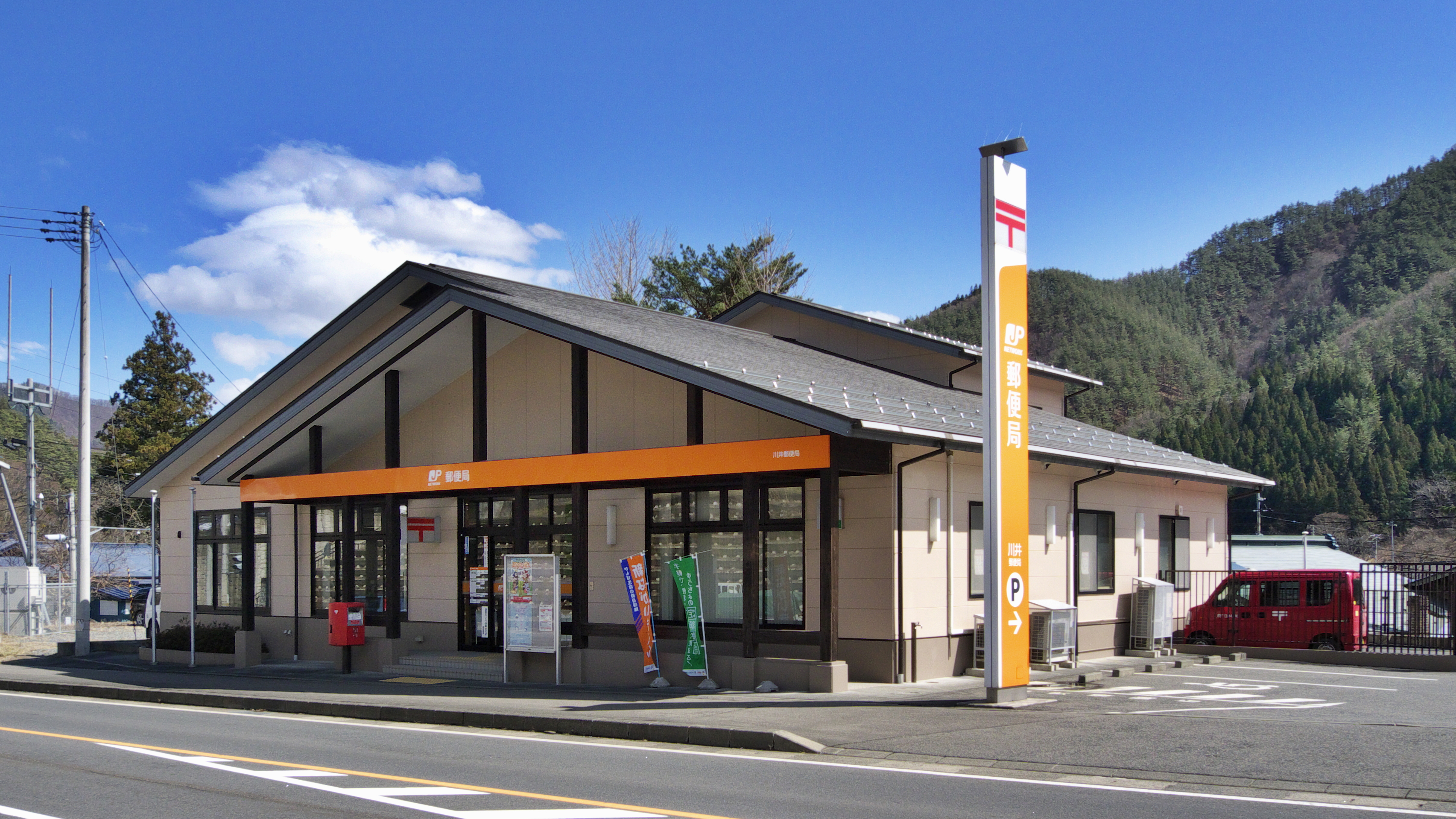
川井郵便局

郵便局
- 宮古郵便局（集配局）
- 川井郵便局（集配局）
- 門馬郵便局（集配局）
- 鍬ヶ崎郵便局
- 磯鶏郵便局
- 岩手花輪郵便局
- 宮古小山田郵便局
- 千徳郵便局
- 宮古田の神郵便局
- 宮古市役所前郵便局
- 宮古新町郵便局
- 宮古日の出郵便局
- 重茂郵便局
- 津軽石郵便局
- 田老郵便局
- 新里郵便局
- 刈屋郵便局
- 和井内郵便局
- 箱石郵便局
- 小国郵便局
- 陸中川内郵便局

簡易郵便局
- 高浜簡易郵便局
- 崎山簡易郵便局

- 攝待簡易郵便局

- 蟇目簡易郵便局

- 腹帯簡易郵便局

## 教育

### 短期大学

日本の水産系高校の中で最も長い歴史を持つ、宮古水産高等学校

- 岩手県立大学宮古短期大学部

### 高等学校
県立
- 岩手県立宮古高等学校
- 岩手県立宮古北高等学校
- 岩手県立宮古商工高等学校
- 岩手県立宮古水産高等学校

※岩手県立杜陵高等学校の宮古分室が宮古高等学校内に設置されていた。
　現在は宮古高等学校通信課程となっている。
私立
- 鹿島学園高等学校宮古キャンパス
- 第一学院高等学校宮古キャンパス

※以下は廃校（新制 宮古市以降）
- 岩手県立宮古工業高等学校（2020年・統合により宮古商工高へ）
- 岩手県立宮古商業高等学校（同上）

### 中学校
- 宮古市立第一中学校
- 宮古市立第二中学校
- 宮古市立河南中学校
- 宮古市立宮古西中学校
- 宮古市立花輪中学校
- 宮古市立津軽石中学校

- 宮古市立重茂中学校
- 宮古市立崎山中学校
- 宮古市立田老第一中学校
- 宮古市立新里中学校
- 宮古市立川井中学校

※以下は廃校（新制 宮古市以降）
- 宮古市立亀岳中学校（2005年・第一中へ統合）
- 宮古市立田老第三中学校（2011年・田老第一中へ統合）

### 小学校
- 宮古市立宮古小学校
- 宮古市立山口小学校
- 宮古市立千徳小学校
- 宮古市立磯鶏小学校
- 宮古市立鍬ヶ崎小学校

- 宮古市立花輪小学校
- 宮古市立重茂小学校
- 宮古市立藤原小学校
- 宮古市立崎山小学校
- 宮古市立高浜小学校

- 宮古市立津軽石小学校
- 宮古市立田老第一小学校
- 宮古市立新里小学校
- 宮古市立川井小学校

※以下は廃校（新制 宮古市以降）
- 宮古市立愛宕小学校（2012年・宮古小と鍬ケ崎小へ分割統合）
- 宮古市立鵜磯小学校（2014年・重茂小へ統合）
- 宮古市立千鶏小学校（同上）
- 宮古市立川井西小学校（2015年・川井小へ統合）
- 宮古市立江繋小学校（同上）

- 宮古市立小国小学校（同上）
- 宮古市立茂市小学校（2016年・統合により新里小へ）
- 宮古市立蟇目小学校（同上）
- 宮古市立刈屋小学校（同上）
- 宮古市立和井内小学校（同上）

- 宮古市立門馬小学校（2017年・川井小へ統合）
- 宮古市立田老第三小学校（2019年・田老第一小へ統合）
- 宮古市立藤原小学校（2020年・磯鶏小へ統合）
- 宮古市立亀岳小学校（2021年・山口小へ統合）
- 宮古市立赤前小学校（2022年・津軽石小へ統合）

### 特別支援学校
- 岩手県立宮古恵風支援学校

### 学校教育以外の施設

国立宮古海上技術短期大学校

- 国立宮古海上技術短期大学校（独立行政法人海技教育機構）
- 岩手県立宮古高等看護学院
- 岩手県立宮古高等技術専門校

## 交通

三陸鉄道宮古駅

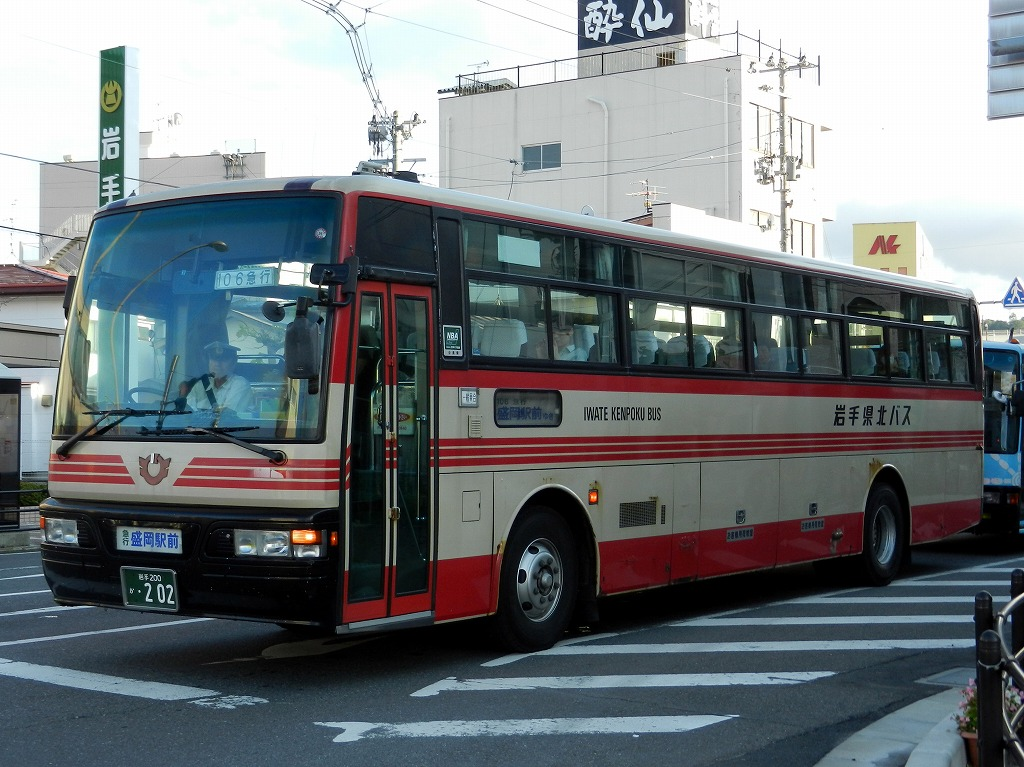
106急行バス

宮古港フェリーターミナル

三陸沿岸道路宮古南IC

宮古市は三陸沿岸の交通の拠点であり、2021年度には三陸沿岸道路の開通により、北は青森県八戸市から南は宮城県仙台市まで接続された。公共交通機関では県庁所在地である盛岡市への急行バスが発着しており、鉄路ではJR東日本山田線が宮古駅 - 盛岡駅間を運行しているとともに気仙沼市を経由して仙台市まで直通する高速バスも発着している。また三陸鉄道リアス線が盛駅（大船渡市） - 久慈駅（久慈市）間を運行している。海路では2018年に北海道室蘭市へのフェリー航路が就航したが、2020年4月から運航休止中となっている。

### 鉄道
東日本旅客鉄道（JR東日本）
- 山田線
  - 区界駅 - 松草駅 - 川内駅 - 箱石駅 - 陸中川井駅 - 腹帯駅 - 茂市駅 - 蟇目駅 - 花原市駅 - 千徳駅 - 宮古駅

三陸鉄道
- リアス線
  - 払川駅 - 津軽石駅 - 八木沢・宮古短大駅 - 磯鶏駅 - 宮古駅 - 山口団地駅 - 一の渡駅 - 佐羽根駅 - 田老駅 - 新田老駅 - 摂待駅

### 航路
- フェリー（シルバーフェリー）※運航休止中
  - 川崎近海汽船（宮古港 - 室蘭港）※運行船舶はシルバークイーン

### 都市間バス
- MEX宮古・盛岡＜山田・宮古・盛岡～さいたま新都心・東京・横浜＞（岩手県北バス）
- 106急行バス（岩手県北バス）
- 三陸高速バス <宮古・気仙沼～仙台> (岩手県北バス・宮城交通)

### 路線バス
- 岩手県北バス
- 東日本交通
- 川井地域バス
- 新里地域バス
- 田老地域バス「たろちゃんバス」

### 道路

#### 自動車専用道路
一般国道自動車専用道路 (B路線)
- E45 三陸沿岸道路（三陸縦貫自動車道）
  - 一般国道45号山田宮古道路
    - （下閉伊郡山田町）- (48) 宮古南IC

  - 一般国道45号宮古道路
    - (48) 宮古南IC - (49) 宮古中央IC

  - 一般国道45号宮古田老道路
    - (52) 田老真崎海岸IC - (53) 田老北IC

地域高規格道路
- E45 三陸沿岸道路（三陸北縦貫道路）
  - 一般国道45号田老岩泉道路
    - (53) 田老北IC -（下閉伊郡岩泉町）
- 宮古盛岡横断道路（建設中）

#### 一般国道
- 国道45号
- 国道106号：閉伊街道（宮古街道。cf. a, b. [注 2]）を前身とする。
- 国道340号

#### 道の駅
- みやこ
- たろう
- 区界高原
- やまびこ館

#### 都道府県道

##### 主要地方道
- 岩手県道25号紫波江繋線
- 岩手県道26号大槌小国線
- 岩手県道40号宮古岩泉線
- 岩手県道41号重茂半島線

##### 一般県道
- 岩手県道115号茂市停車場線
- 岩手県道138号宮古停車場線
- 岩手県道142号川内停車場線
- 岩手県道143号陸中川井停車場線
- 岩手県道163号津軽石停車場線
- 岩手県道170号松草停車場線
- 岩手県道171号大川松草線
- 岩手県道177号有芸田老線
- 岩手県道200号花輪千徳線
- 岩手県道201号千徳停車場線
- 岩手県道248号浄土ケ浜線
- 岩手県道259号崎山宮古線
- 岩手県道277号宮古港線
- 岩手県道290号宮古山田線

### 港湾
- 宮古港：1951年（昭和26年）1月19日指定の重要港湾。近代以前の鍬ヶ崎湊（くわがさきみなと）を前身として発展した。

## 文化
- 黒森神楽

黒森神楽は正月に黒森神社の神霊を移した「権現様」（獅子頭）とともに陸中沿岸の家々を回り、庭先で権現舞を舞って悪魔祓いや火伏せの祈祷を行う巡行である。2006年（平成18年）3月に国の重要無形民俗文化財に指定された。
- 義経北行伝説

三陸沿岸では古来、源義経の末路について、「平泉にて自刃したのは臣下の将であって、義経自身は逃げ延び、沿岸を北上していった」と語り継がれてきた（cf. 源義経#不死伝説）。

## 名所・旧跡・観光施設など

### 景勝

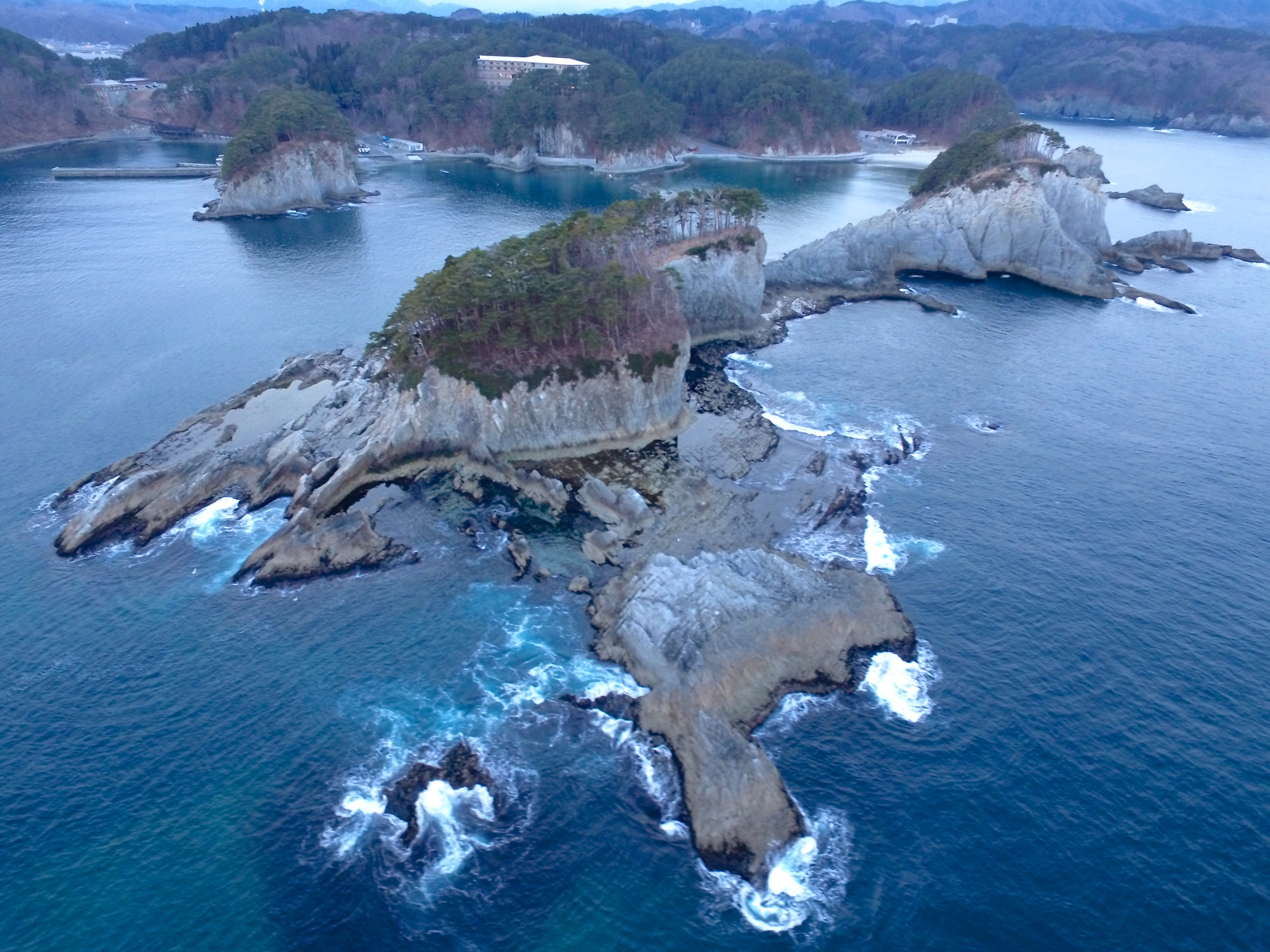
浄土ヶ浜

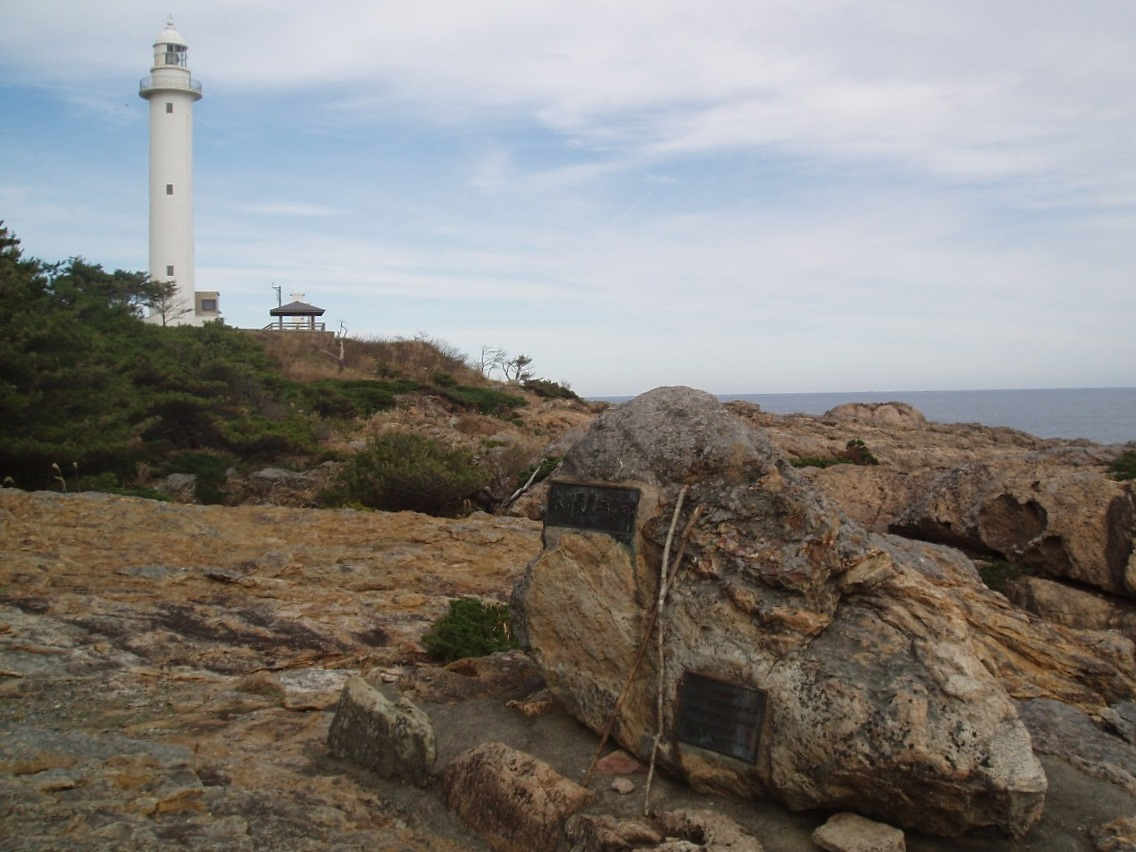
本州最東端の碑と魹ヶ埼灯台

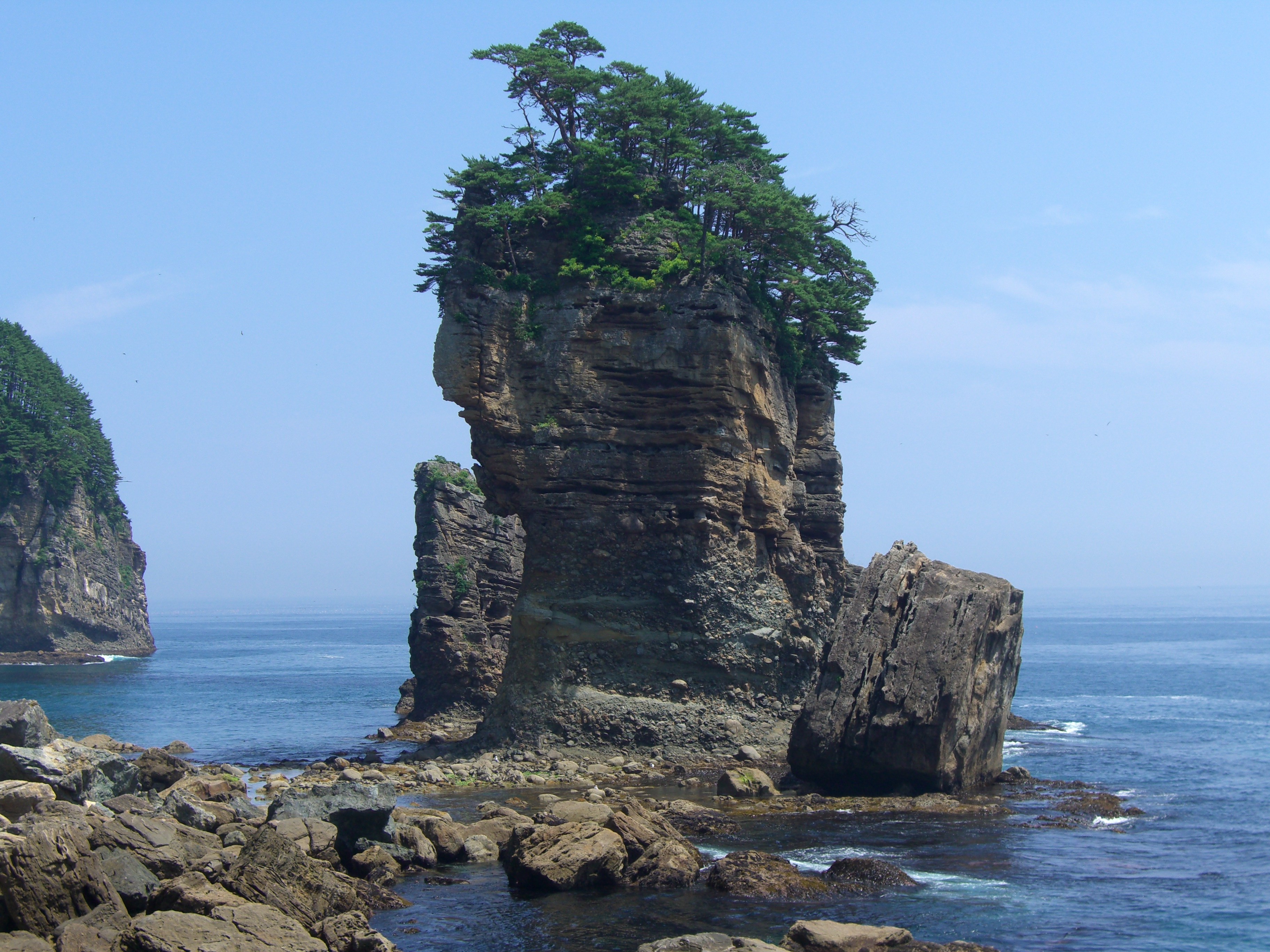
三王岩

沢尻海岸

- 浄土ヶ浜

三陸復興国立公園の中心的な名勝（1955年指定）。岩手県指定名勝（第1号）（1954年指定）であり、日本の白砂青松100選（1987年）、およびかおり風景100選（環境省、2001年）の選定地でもある。浄土ヶ浜海水浴場については後述する。
- 魹ヶ崎：本州最東端の地。
  - 本州最東端の碑
  - 魹ヶ埼灯台：本州最東端の灯台。
- 臼木山
- 月山
- ローソク岩：cf.
- 潮吹穴
- 日出島
- 重茂の大ケヤキ

森の巨人たち百選に「『森林浴の森』の木」名義で選定されている。cf.
- 三王岩
- 真崎海岸
- 早池峰山：日本百名山に選定されている。
- 区界（くざかい）高原

### 旧跡
- 崎山貝塚：縄文時代の貝塚。国指定史跡。cf. a, b.
- 横山八幡宮： cf. a.
- 黒森神社
- 常安寺
- 盛合家住宅

江戸期の豪商の邸宅。盛岡藩主の他、伊能忠敬も滞在。国の登録有形文化財。
- 旧東屋酒造店

1824年（文化7年）創業の酒屋・廻船問屋・質屋。店舗兼主屋、酒蔵、質蔵が国の登録有形文化財。
- 宮古港海戦記念碑

明治2年3月25日（1869年5月6日）に起こった宮古湾海戦の記念碑。
- 大津浪記念碑

1933年（昭和8年）の昭和三陸地震による津波の後で建てられた災害記念碑で、「此処より下に家を建てるな」との先人訓が東日本大震災の津波から現地・姉吉地区の住民の命を守った。

### 観光施設・多目的施設
- 土産物
  - 宮古魚菜市場
- 海水浴場
  - 浄土ヶ浜海水浴場：浄土ヶ浜内にある海水浴場で、2001年（平成13年）に日本の水浴場88選（環境省）、2006年（平成18年）には「浄土ヶ浜の潮のかおり」名義で快水浴場百選（環境省）の選定地となった。
  - 女遊戸海水浴場
  - 真崎海岸海水浴場
  - 蛸の浜海水浴場
  - 藤の川海水浴場
  - 大須賀海水浴場
- 展示館など
  - 岩手県立水産科学館
  - 崎山貝塚縄文の森ミュージアム
  - 宮古市北上山地民俗資料館：cf.
  - 薬師塗漆工芸館
  - 西塔幸子記念館
  - 寄生木展示室（山口公民館）
- みなとオアシスみやこ：cf.
  - シートピアなあど：cf.
- 浄土ヶ浜ビジターセンター
- 浄土ヶ浜マリンハウス
- 浄土ヶ浜レストハウス

### 他の名所・施設

ラサの煙突

- がっかり島：無人島
- ラサの煙突

田老鉱山を稼行したラサ工業の宮古工場において、銅精錬で出る亜硫酸ガスを排出するために建設された高さ160 mの煙突。小山田地区にある標高90 mの山上に建ち、煙突本体と併せて250 mの高さとなる。1939年（昭和14年）6月の操業開始以来、長らく宮古のランドマークである。
- 田老の防潮堤

田老地区の沖合いに建設された防潮堤。cf. 田老の防潮堤は時代を追って巨大かつ堅牢なものとなり、海抜10 m・長さ2.4 kmにも及ぶに至り、中国の万里の長城になぞらえて「田老万里の長城」「田老の万里の長城」などと雅称されるようになった。海側と陸側の二重構造になっている、日本最大規模の防潮堤であったが、東日本大震災では地震直後に20m級の津波が押し寄せたため、海側に面した堤防の半分が崩壊した。
- たろう観光ホテル（震災遺構）

かつてホテルとして営業していたが、2011年（平成23年）3月11日に発生した東日本大震災による津波で被災・損壊した後、津波の脅威を伝えるための震災遺構として整備された。
- 震災メモリアルパーク中の浜

かつて、中の浜は海岸部に隣接するキャンプ場であったが、東日本大震災の際に15メートルを超える津波が押し寄せ、甚大な被害を受けている。現在、被災したキャンプ場のトイレと炊事場を震災遺構として保存している。

### イベント・祭り
- 宮古毛ガニまつり（3月、毛ガニを割安で販売）
- 浄土ヶ浜まつり（4 - 5月の大型連休中に開催）
- 宮古夏祭り（7月、花火大会など）
- 重茂味まつり（8月、ウニやアワビなどを割安で販売）
- みやこ秋まつり（9月、横山八幡宮の例祭）
- 新里まつり（10月、鮎の塩焼きや豆腐田楽など郷土料理を販売）
- 川井村郷土芸能祭（10月）
- 田老鮭・あわびまつり（11月、鮭やアワビを割安販売）
- 宮古鮭まつり（12月、鮭のつかみ取りイベントなど）

### 伝統芸能
- 黒森神楽：国の重要無形民俗文化財（2006年3月15日指定）[31]。
- 小沢獅子踊：市指定無形民俗文化財。

## 宮古を舞台とした作品
映画
- 大いなる旅路
- 喜びも悲しみも幾歳月：ロケ地。1957年（昭和32年）製作。
- トラック野郎・一番星北へ帰る：1978年（昭和53年）東映製作。宮古港、浄土ヶ浜、国道106号。
- あの夏、タイムマシーンにのって：宮古市民が参加した自主制作映画。2005年（平成17年）制作。
- すずめの戸締まり：主人公の岩戸鈴芽は赤前地区出身だったが、被災して宮崎県日南市に引っ越した。

漫画
- こちら葛飾区亀有公園前派出所：第8巻収録。アドリブ旅行シリーズ。1978年（昭和53年）。
- みかん・絵日記：第1巻（白泉社文庫）収録。主人公一家の旅行先として登場。

## 出身著名人
江戸時代
- 南部重信 - 第3代盛岡藩主
- 牧庵鞭牛 - 僧侶、土木技術者

明治生まれ
- 菊池長右衛門 (立憲政友会) - 政治家
- 菊池長右衛門 (日本自由党) - 政治家
- 高橋寿太郎 - 海軍少将、衆議院議員
- 鳥取春陽 - 演歌歌手、作曲家

大正生まれ
- 中居英太郎 - 政治家
- 吉田タキノ - 児童文学作家

昭和生まれ
- 愛彩（浅田りょう） - グラビアアイドル
- 天野♥こころ - AV女優
- 伊藤奏子 - ヴァイオリニスト
- 卯月妙子 - 漫画家
- お船chan - 元女子プロレスラー
- 甲斐谷望 - IBC岩手放送アナウンサー
- 柏葉幸子 - 児童文学作家
- 金澤未咲 - 演歌歌手
- 菊地功 - 宗教家
- 菊池清麿 - 伝記作家
- 菊池長右ェ門 - 政治家
- 工藤章 - モントリオールオリンピック銅メダリスト
- 久保田茂 - NHKアナウンサー
- 佐香厚子 - 漫画家
- 高橋裕二 - 岩手めんこいテレビアナウンサー
- 玉澤徳一郎 - 政治家 元防衛庁長官、元農林水産大臣
- 中洞正 - 農業経営者
- 中村貴之 - ミュージシャン（NSP）
- 日蔭暢年 - 柔道家
- 藤原敏男 - キックボクサー
- 本田竹広 - ジャズピアニスト
- 茂市久美子 - 児童文学作家
- 宮錦浩 - 大相撲力士
- LIKKLE MAI - 歌手

平成生まれ
- 高岩遼 - ミュージシャン
- みやさと奏 - 演歌歌手
- 舞海魅星 - 女子プロレスラー

生年非公表
- 木村雅子 - アナウンサー（エフエム岩手 → フリー）